# 島原鐵道
島原鐵道（日语：／ Shimabara Tetsudō */?）是長崎自動車（長崎巴士）的子公司。為一間經營長崎縣島原半島一帶的鐵路和一般巴士業務，以及船運業務的公司。公司簡稱島鐵。
在雲仙普賢岳發生火山噴發災害後復修期間，長崎縣和當地一些公司注資，隨後後年繼續增加資金，因此不再當作為第三部門。
 

## 歷史
- 1908年（明治41年）5月5日 - 島原鐵道株式會社成立。
- 1911年（明治44年）
  - 4月1日 - 鐵道院轉讓150形蒸氣機車（日语：国鉄150形蒸気機関車）（1號機車）給島原鐵道。
  - 6月20日 - 島原鐵道線 本諫早站至愛野村站（現時為愛野站）之間開通。
- 1913年（大正2年）9月24日 - 島原鐵道線諫早站至島原湊站（現時：島原船津站）之間全線開通。
- 1930年（昭和5年）
  - 7月 - 1號蒸氣機車歸還給鐵道省（後來於1936年開設的交通博物館中展出，在該博物館關閉後轉往鐵道博物館繼續展出）。
  - 12月5日 - 島原鐵道開設巴士和的士業務[注釋 2]
- 1935年（昭和10年）6月1日 - 雲仙鐵道（日语：雲仙鉄道）（1938年廢止）委托島原鐵道管理。
- 1943年（昭和18年）7月1日 - 收購口之津鐵道（島原鐵道線變成行走於諫早站至加津佐站之間78.5公里的鐵路線）。
- 1956年（昭和31年）7月 - 島鐵觀光株式會社成立。
- 1966年（昭和41年）3月 - 島鐵的士株式會社成立。
- 1978年（昭和53年）7月 - 諫早總站酒店開業。
- 1995年（平成7年）10月 - 公司增加資本。由長崎縣和沿線市町出資。
- 1997年（平成9年）
  - 4月1日 - 島原鐵道線 島原外港站至深江站之間由於受到雲仙普賢岳火山噴發災害後，完成復修與重開。同時開設觀光小火車班次[3]。
  - 8月 - 開設「島鐵高速旅客船」航線，行走於島原至三池（日语：三池港）（大牟田）之間。
- 2008年（平成20年）4月1日 - 島原鐵道線 島原外港站至加津佐站之間廢止。
- 2015年（平成27年）4月1日 - 島原至三池（大牟田）之間的高速船服務由山名海運（日语：やまさ海運）繼承[4]。
- 2017年（平成29年）
  - 1月 - 島鐵觀光收購和合併島鐵的士[5]。
  - 11月13日 - 在地域經濟活性化支援機構（日语：地域経済活性化支援機構）的支援下，長崎自動車（日语：長崎自動車）發表把旗下的公司實施業務重組[6][7]。
- 2018年（平成30年）1月 - 島原鐵道成為長崎自動車集團旗下公司[8]。
- 2019年（平成31年）2月1日 - 為了促進島原半島和熊本縣內兩地互相增加觀光客為目的，與九州產交集團（日语：九州産業交通ホールディングス）達成全面商業合作協議[9][10]。
- 2020年（令和2年）7月6日 - 總部由島原市弁天町二丁目遷移至同市下川尻町[11][12]。弁天町二丁目的舊總部

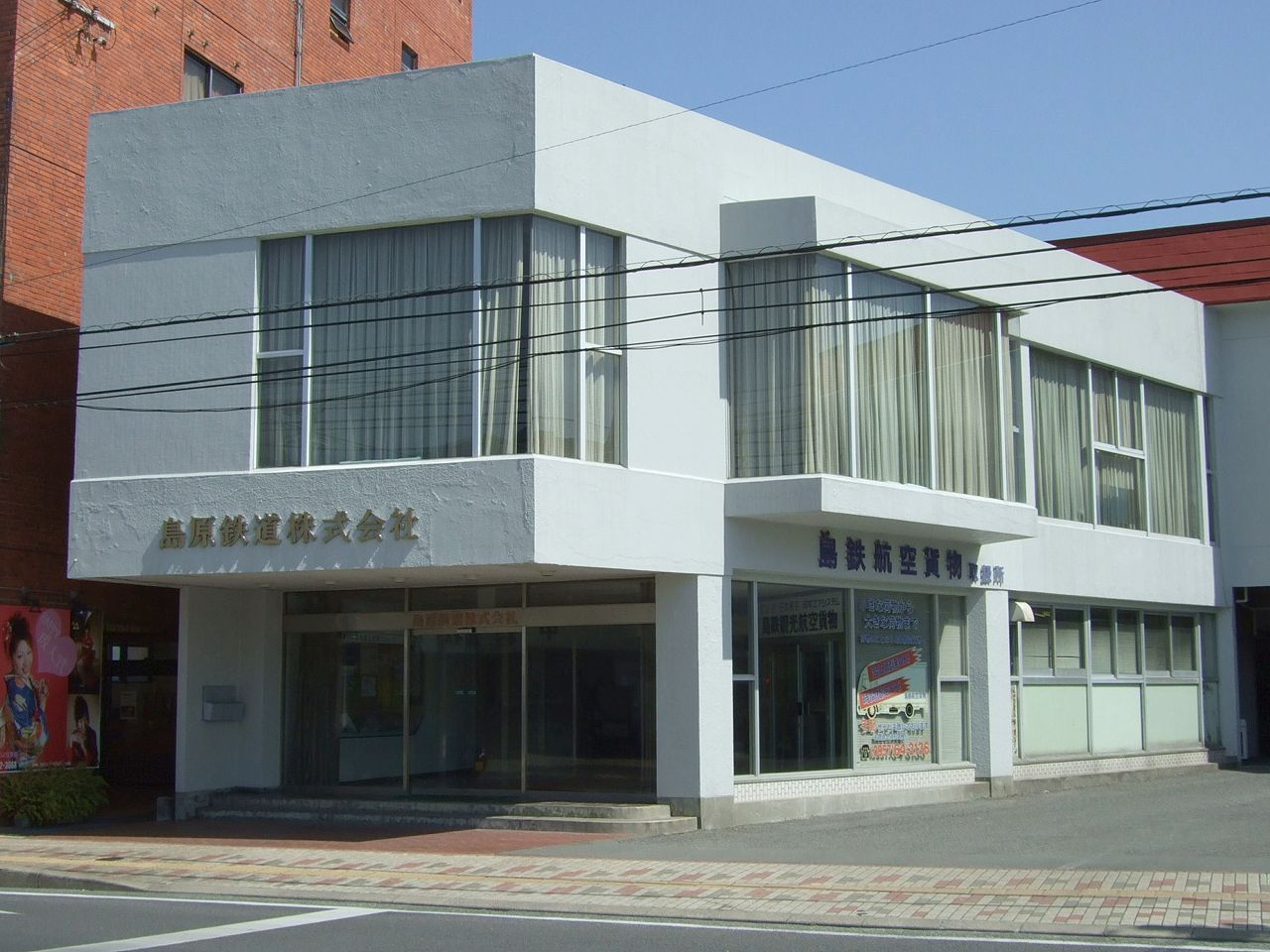
弁天町二丁目的舊總部

### 口之津鐵道
- 1919年（大正8年）4月10日 - 口之津鐵道株式會社成立。
- 1922年（大正11年）4月22日 - 口之津鐵道 島原湊站至堂崎站之間開通。
- 1928年（昭和3年）3月1日 - 口之津鐵道 島原湊站至加津佐站之間全線開通。
- 1935年（昭和10年） - 口之津鐵道開設巴士業務。
- 1938年（昭和13年） - 口之津鐵道收購鬼池（日语：鬼池港）航線。
- 1943年（昭和18年）7月1日 - 島原鐵道與口之津鐵道合併。

## 鐵路業務

### 路線

#### 現時路線
| 中文線名   | 日文線名 | 起點 | 終點   | 距離（公里） |
| ---------- | -------- | ---- | ------ | ------------ |
| 島原鐵道線 |          | 諫早 | 島原港 | 43.2         |

#### 已廢止路線
| 中文線名   | 日文線名 | 起點                     | 終點   | 距離（公里） |
| ---------- | -------- | ------------------------ | ------ | ------------ |
| 島原鐵道線 |          | 島原外港（現時：島原港） | 加津佐 | 35.3         |

### 車輛

#### 現有車輛

##### 柴油列車
截至2015年，島鐵一共擁有15架車輛。
- KiHa2500形（日语：島原鉄道キハ2500形気動車）（2501 - 2513）
  - 由新潟鐵工所製造，於1994年至2000年出廠的列車。2512在2009年發生事故[13]使退出營運，後來把車輛退役。
- KiHa2550形（2551・2552・2553）
  - 由新潟鐵工所製造，於2001年出廠的列車。有關區分番台的過稱，參見KiHa2500形條目。

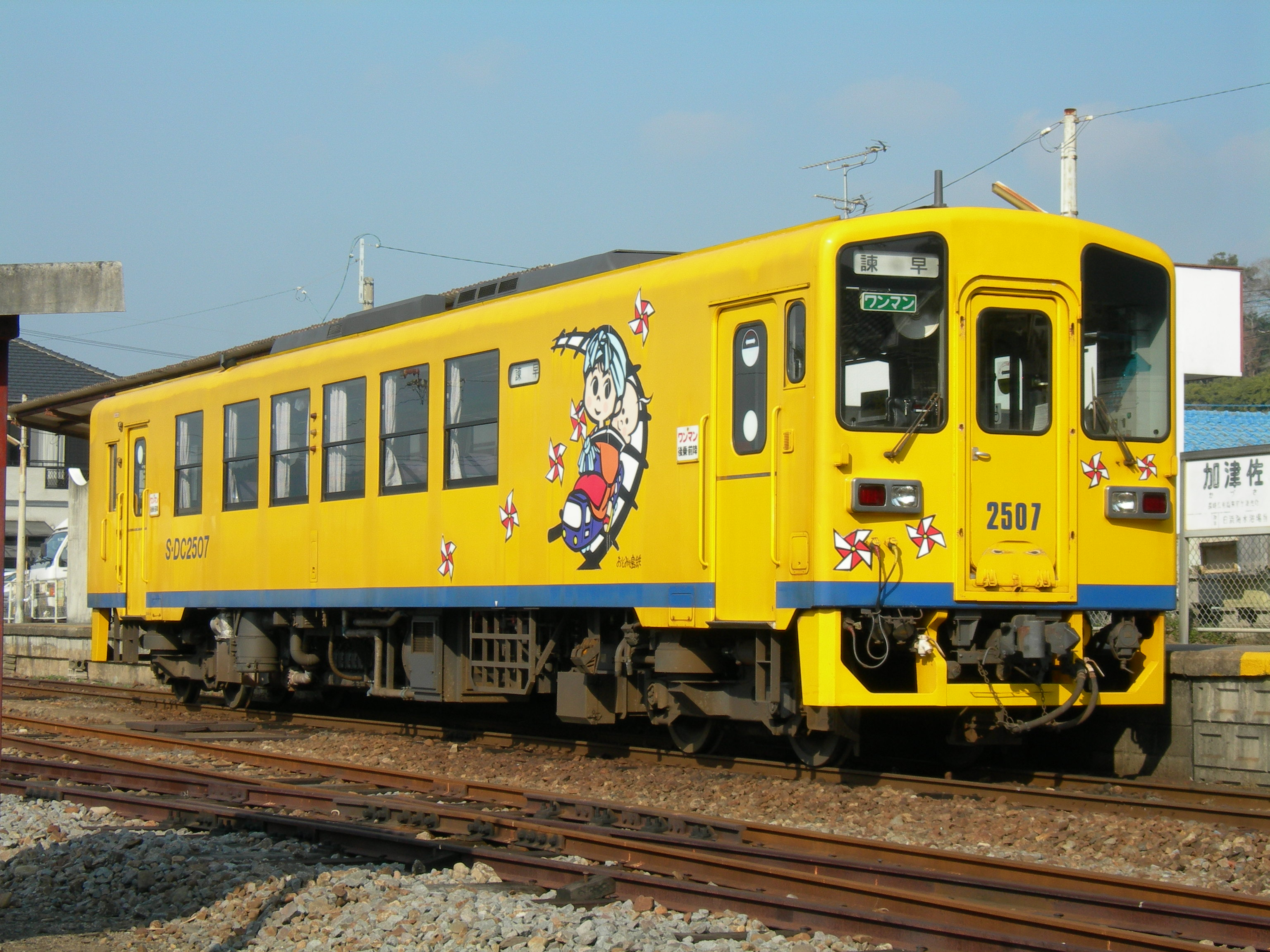
KiHa2500形2507（加津佐站，2008年1月6日）
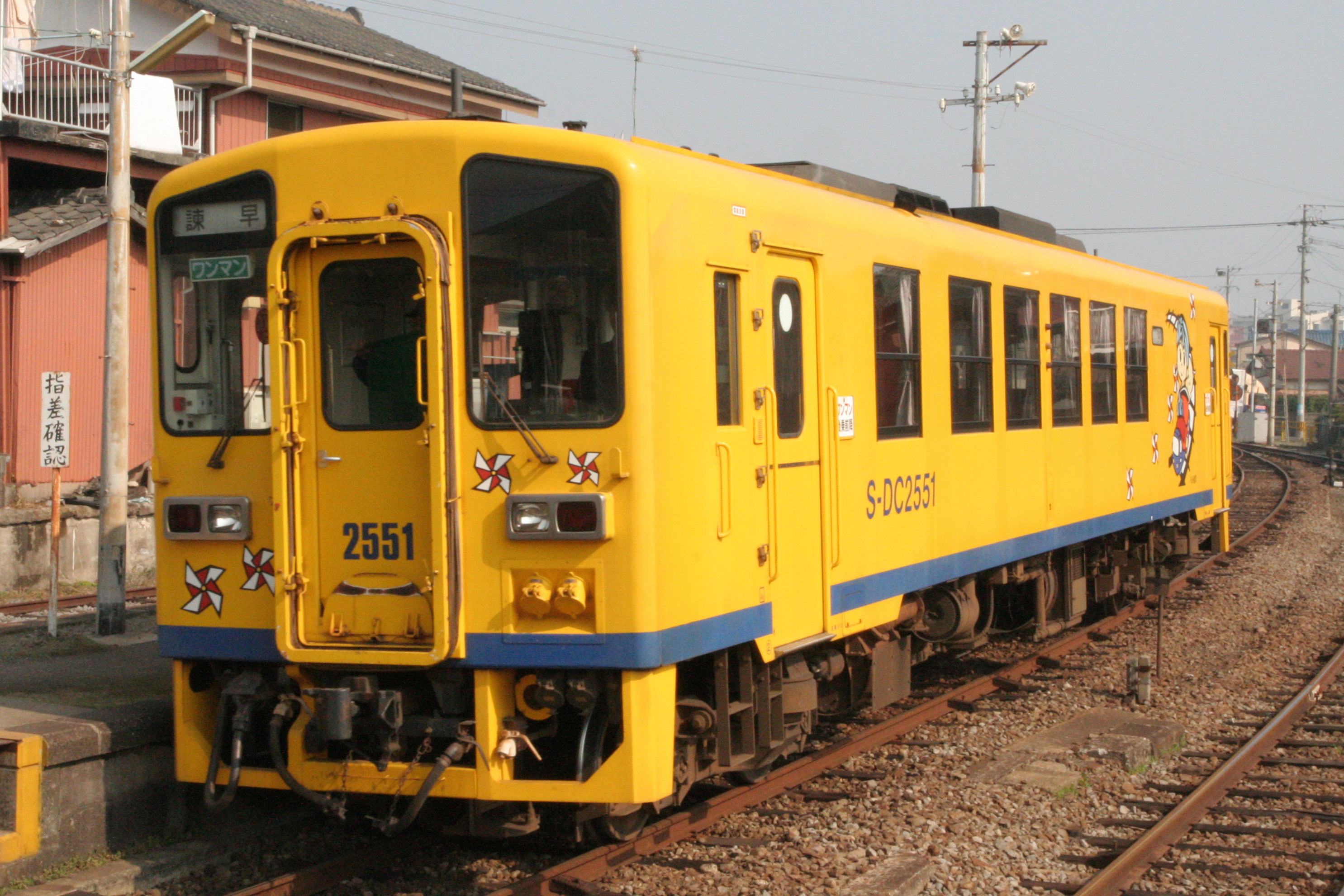
KiHa2550形2551（南島原站〈現時：島原船津站〉，2008年3月12日）

#### 廢止車輛

##### 蒸氣機車

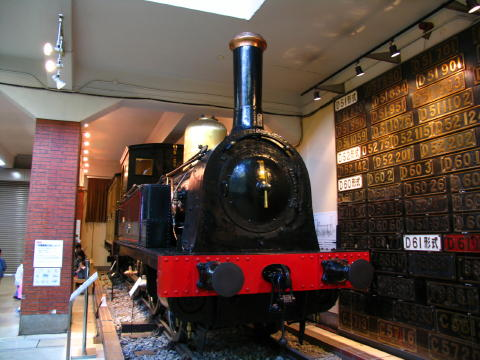
初代1號蒸氣機車（交通博物館）

島原鐵道內登記擁有了23架蒸氣機車。當中，島原鐵道直接購買新車的只有6架，其餘機車曾經由其他公司擁有。在1943年7月，口之津鐵道合併至島原鐵道後，以及在1948年3月有一批車輛投入服務後，車輛編號有所更改。
- 1（第一代） - 在1911年開業時，由鐵道院轉讓150形蒸氣機車（日语：国鉄150形蒸気機関車）給島鐵。機車在1871年，由英國伏爾幹鑄造廠（日语：バルカン・ファウンドリー）製造，機車軸式為2-4-0(1B)型。在1930年歸還給鐵道省。後來曾經在舊鐵道博物館→交通博物館→鐵道博物館（埼玉縣埼玉市）展出。也同時被指定為鐵道紀念物（日语：鉄道記念物）和重要文化財。
- 1（第二代） → 7 - 在1930年，該機車用取代1（第一代）。機車為前鐵道省656（日语：国鉄400形蒸気機関車）。機車在1897年，由英國威爾遜機車廠（日语：ナスミス・ウィルソン）製造，機車軸式為2-4-2(1B1)型。在1955年3月退役。
- 2 → 28 - 在1911年開業時，由鐵道院轉讓鐵道院160（日语：国鉄160形蒸気機関車）。機車在1871年，由英國夏普·斯圖爾特（日语：シャープ・スチュアート）（英文：Sharp Stewart）製造，機車軸式為2-4-0(1B)型。在1955年3月退役。
- 3（第一代） - 在1911年開業時，由鐵道院轉讓鐵道院161。機車在1871年，由英國夏普·斯圖爾特製造，機車軸式為2-4-0(1B)型。在1927年3月再轉讓至溫泉鐵道（日语：雲仙鉄道）。
- 4 → 3（第二代） → 27 - 在1911年開業，由鐵道院轉讓鐵道院162。機車在1871年，由英國夏普·斯圖爾特製造，機車軸式為2-4-0(1B)型。在1955年3月退役。
- 5（第一代） - 在1911年開業時，由鐵道院轉讓鐵道院163。機車在1871年，由英國夏普·斯圖爾特製造，機車軸式為2-4-0(1B)型。在1927年2月再轉讓給東肥鐵道（日语：九州肥筑鉄道）。
- 6（第一代） → 26 - 在1921年，由島原鐵道直接購買新車。機車由雨宮製作所（日语：雨宮製作所）製造，機車軸式為2-4-0(1B)型。與溫泉鐵道1（後來為鐵道省90形（日语：国鉄90形蒸気機関車））相同型號。在1961年7月退役。
- 11 → 25 - 在1943年口之津鐵道合併時成為車隊一分子。為前口之津鐵道1。機車在1914年，由唐津鐵工所製造，機車軸式為0-6-0(C)型。與日本鐵道大宮工場（日语：大宮総合車両センター）製造，後來的鐵道院1040形（日语：国鉄1100形蒸気機関車#1040形）屬相同型號。當初為常總鐵道（日语：常総鉄道）5。在1955年3月退役。
- 12 → 21 - 在1943年口之津鐵道合併時成為車隊一分子。為前口之津鐵道10。機車在1914年，由德國克勞斯製造，機車軸式為0-6-0(C)型。在1955年3月退役。
- 13 → 23 - 在1943年口之津鐵道合併時成為車隊一分子。為前口之津鐵道20。機車在1925年，由日立製作所製造，機車軸式為0-6-0(C)型。在1955年3月退役。
- 14 → 24 - 在1943年口之津鐵道合併時成為車隊一分子。為前口之津鐵道21。機車在1925年，由日立製作所製造，機車軸式為0-6-0(C)型。在1955年3月退役。
- 15（初代） → 5（2代） → 15（2代） - 在1925年9月，由鐵道省轉讓鐵道省1401（日语：国鉄1440形蒸気機関車）。機車在1894年，由德國克勞斯製造，機車軸式為0-6-0(C)型。在1961年7月退役。
- 16（初代） → 6（2代） → 16（2代） - 在1925年9月，由鐵道省轉讓鐵道省1406。機車在1895年，由德國克勞斯製造，機車軸式為0-6-0(C)型。在1955年3月退役。
- 17（初代） - 在1927年7月，由鐵道省轉讓鐵道省1444。在1893年，由德國克勞斯製造，機車軸式為0-6-0(C)型。在1937年再轉讓給產業水泥鐵道（日语：産業セメント鉄道）。
- 22 - 在1950年3月成為車隊一分子。在第二十一海軍航空廠（日语：大村航空基地）中服役[14]。機車在1943年，由立山重工業（日语：立山重工業）製造，機車軸式為0-6-0(C)型。在1961年4月轉讓給磐城水泥（日语：磐城セメント）（住友水泥（日语：住友セメント）小倉工場[15]）。
- 30 - 32 - 在1943年，由日立製作所製造，機車軸式為0-4-0(B)型。
- C1201 - C1203, C1205, C1206（C12形） - 在1948年至1949年之間，由島原鐵道直接購買新車。與日本國鐵C12形同一型號。C1201在長崎縣島原市的靈丘神社靜態保存。
- 【參考】口之津鐵道5 - 在1929年10月，由鐵道省轉讓鐵道省1680（日语：国鉄1100形蒸気機関車#1100形（ナスミス・ウィルソン製1100系））。在1933年6月退役。

##### 柴油機車
- D37形（D3701 - 03）

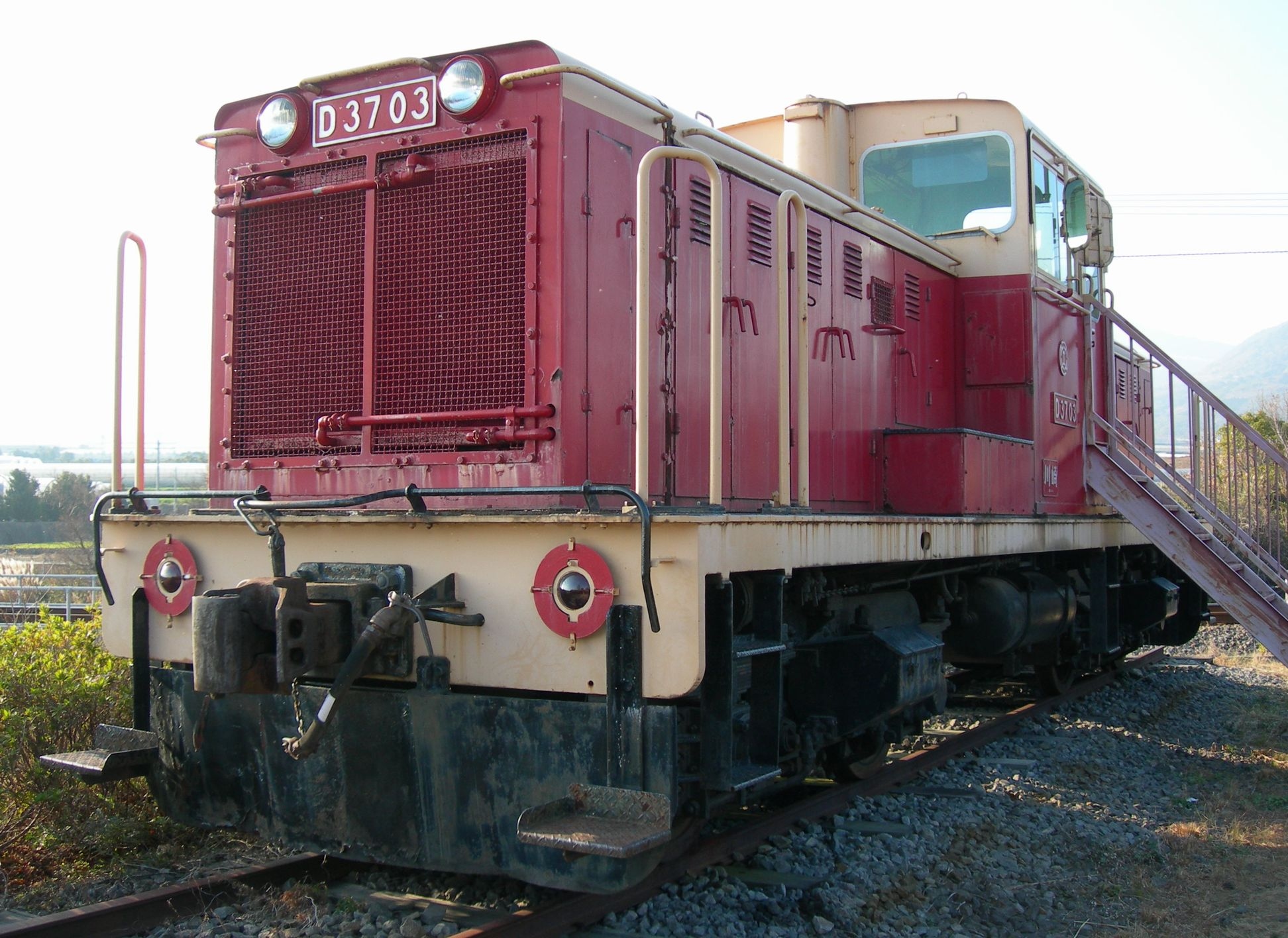
D37形（深江櫻公園，2008年1月6日）

  - 用作行走貨運列車，以及取代C12形蒸氣機車為目的。機車在1968年，由川崎車輌製造。為液體型柴油機車。機車搭載了兩台330馬力的內燃機。在1984年結束貨物運送後，於1988年把01、02退役。03成為了業務用途，該機車在發生雲仙普賢岳火山噴發災害後用行復修工程。隨著引入軌道車TMC370後，機車於1999年退役，並遷移至南島原市的「深江櫻公園」靜態保存。

##### 柴油列車
- KiHaNi100形 - 首架島原鐵道柴油列車。所有同款列車由愛知縣名古屋市的日本車輛製造本店製造。在1934年引入1輛（KiHaNi101）後，翌年1935年增購3輛（KiHaNi102 - 104）。此外，口之津鐵道也引入了同型號的車輛，於1936年引入Ka5，於1937年引入Ka6。此列車可載80人，設有2軸轉向架。引擎搭載了沃克夏6SRL的機械式柴油列車。在口之津鐵道合併至島原鐵道後，Ka5、7改車隊編號為KiHaNi105、107。在第二次世界大戰期間，被代替成為客車。在戰後，列車搭載了木炭氣燃料代燃裝置。後來，代燃裝置被撤去後，這些列車的編號改為KiHa100形KiHa101至104。在1949年，104退役。後來在1958年，引入KiHa2000形後，把101、102的引擎撒走，變成為郵車，並改編號為Yuni101、102。107改裝為行李車，並改編號為Ni107，而剩下的103和105也退役了。
- Ka2 - 在1943年口之津鐵道合併時成為車隊一分子。為口之津鐵道的新車。列車在1930年由雨宮製作所製造，共購入1、2共2輛。列車為雨宮製量產2軸柴油車輛之一。此列車可載60人。在成為車隊一分子後，降低了引擎並改車隊編號為HaFu52。
- Ka3 - 在1943年口之津鐵道合併時成為車隊一分子。為Ka1形的增備車。列車在1931年由雨宮製作所製造。同樣可載60人，但是內部構造不同。在成為車隊一分子後，降低了引擎並改車隊編號為HaFu51。
- Ka4 - 在1943年口之津鐵道合併時成為車隊一分子。列車在1933年由日本車輛製造本店製造。此列車可載60人，為小型車2軸轉向架柴油列車。在戰後降低了引擎並改車隊編號為53。
- KiHa200形 - 在第二次世界大戰後，從國鐵取得2輛（KiHa201、202）柴油列車。列車由日本車輛製造本店製造，為機械式柴油列車。原本列車是中國鐵道（日语：中鉄バス）KiHaYuNi170、KiHaNi170，兩架列車都是中國鐵道毎年從日本車輛製造和加藤車輛製造所互相競爭製造大型2軸轉向架列車之一。在成為車隊一分子後，列車引擎改用日野柴油DS40B。
- KiHa250形 - 繼KiHa200形後，從中國鐵道取得3輛（KiHa251、252、253）列車，均為機械式柴油列車。在島原鐵道擁有前，已經把引擎改用DMF13。原本的車隊編號為KiHaYuNi100、KiHaNi150和KiHaNi130，當中KiHaYuNi100由加藤車輛製造所製造，其餘2輛由日本車輛製造本店製造。
- KiHa4500形（4501 - 4503・4505） - 在1953年，由日本車輛和帝國車輛（日语：帝國車輛工業）製造，一共4輛。列車搭載了DMH17B引擎、TC2液體傳輸、DT19・TR49轉向架。在同年也製造了KiHa45000（KiHa17）。詳情參見日本國鐵KiHa10系柴油列車#私鐵向的同系列車（日语：国鉄キハ10系気動車#私鉄向け同系車）。主要在普通列車中使用。
- KiHa17形、KiHa16形（1701 - 1703, 1705・1601 - 1603, 1605） - 為前國鐵KiHa17形、KiHa16形（日语：国鉄キハ10系気動車）。唯一只有單面駕駛室。在國鐵退役時，2抽4組共8輛列車從國鐵購入。與KiHa4500形一樣，主要在普通列車中使用。最後於1986年前全數退役。
- KiHa26形、KiHa55形（日语：国鉄キハ55系気動車#島原鉄道キハ26形・キハ55形）（2601 - 03・5501 - 03, 05, 06） - 以國鐵KiHa55系為標準而設計的列車。為島原鐵道購買的新車，設有兩邊駕駛室。KiHa2601 - 2603是島鐵首批空調車輛。主要行走國鐵直通急行班次。隨著2500形增購，於2000年前全線退役。
- KiHa20形（日语：国鉄キハ20系気動車）（2001 - 2003・2005 - 2019）
  - 也被稱為KiHa2000形。在最後擁有的8輛中，2003由自家擁有的列車是在1958年（昭和33年）由帝國車輛製造。在2006年，該車輛改塗裝（為了區別國鐵同型號車輛）重新投入服務。其餘7輛原本由日本國有鐵道（國鐵）購入新車，分別在國鐵時代和JR時代轉讓給島原鐵道。也有從水島臨海鐵道轉讓。在車隊編號方面，除了尾數04外，島原鐵道購入的新車共有3輛，轉讓車輛共有15輛，一共設有18輛。在1992年發生列車相撞事故後，2輛（2007、2009[16]）先行退役。後來在1995年起開始把其他車輛退役。截至2008年3月，只剩下2003、2006、2008、2011、2013、2016、2018、2019共8輛。這些車輛曾經主要行走國鐵直通急行班次，直至退役前，列車主要在繁忙時間於北目線（諫早站 - 南島原站之間）內行走。在一些活動期間才在南目線（南島原站 - 加津佐站之間）上行走（有關運行列車詳情，參見島鐵官方網站）。截至2008年3月，其他車輛和2008的塗裝使用朱一色，2018、2019使用島原鐵道一般色（通稱「紅褲子」[17]），2013、2016使用舊國鐵一般色，2011使用小火車色。當中2018的車窗改造為JR四國時代的風格。所有車輛均已經加設空調設備。2003當初沒有廁所設備，2018在JR時代也撤走廁所設備，2006、2008、2011、2013、2016和2019沒有撤走廁所設備，但是由於沒有處理排泄物的裝置，為垂直排出式，因此廁所被禁止使用。此款列車沒有對應一人控制設備。另外，列車沒有車頭路線牌，在車身側面才有方向牌。在2008年4月1日，隨著島原外港站至加津佐站之間廢止，車輛需求過剩，此款列車在前日3月31日前全數退役。

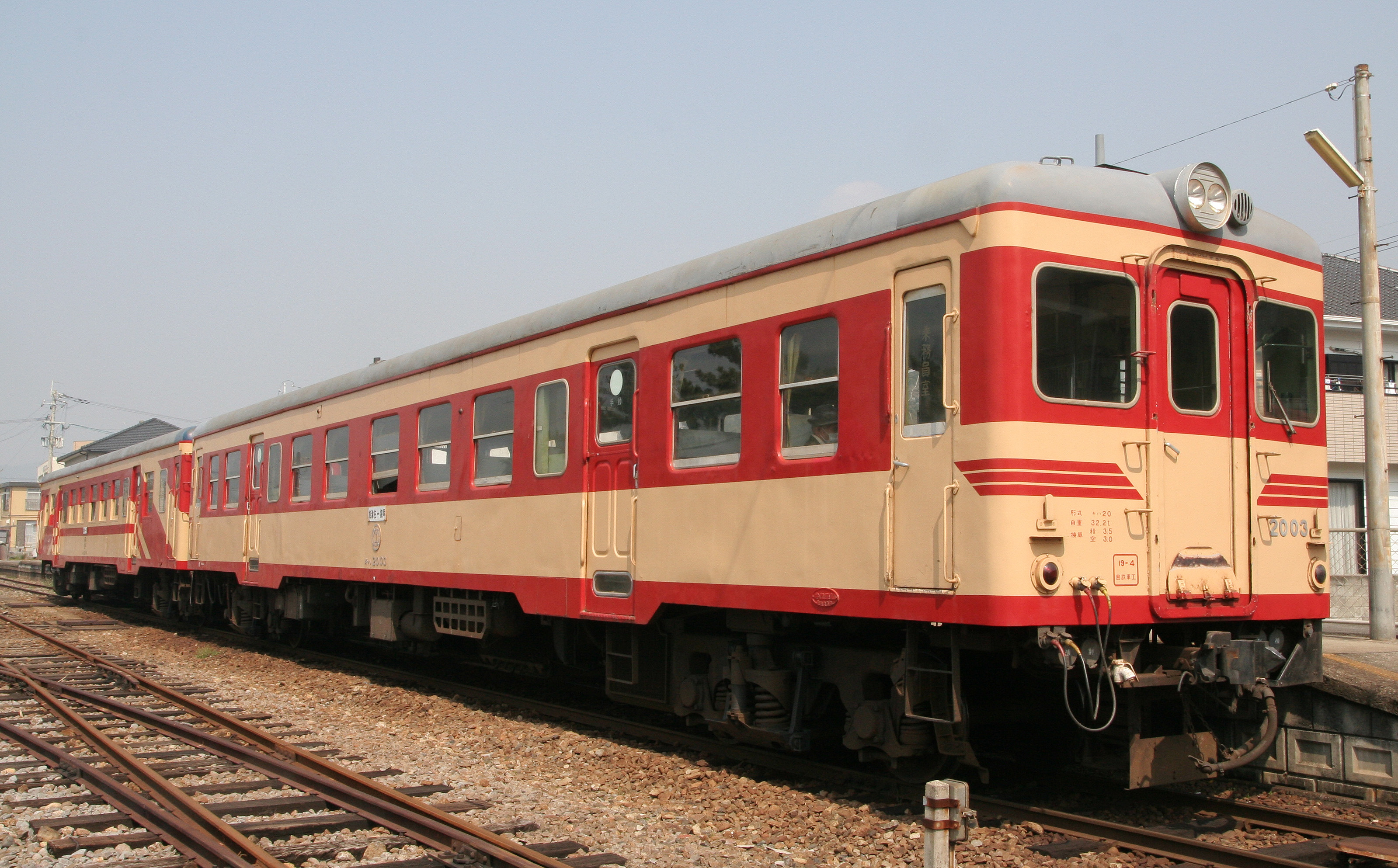
KiHa20形2003（三條鬍鬚）。加津佐站，2008年3月12日。
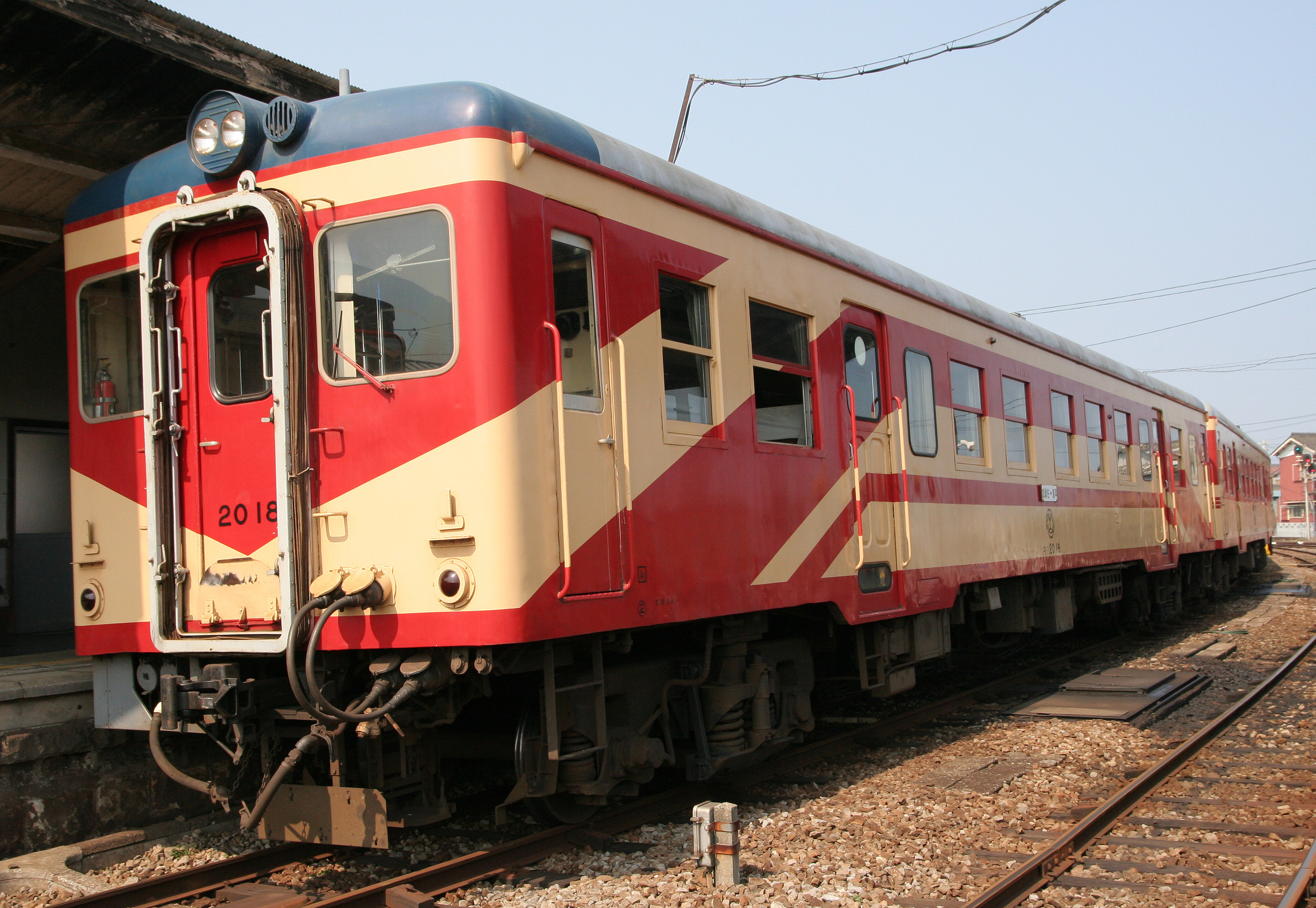
KiHa20形2018（島原鐵道一般色，通稱「紅褲子」）。南島原站，2008年3月12日。
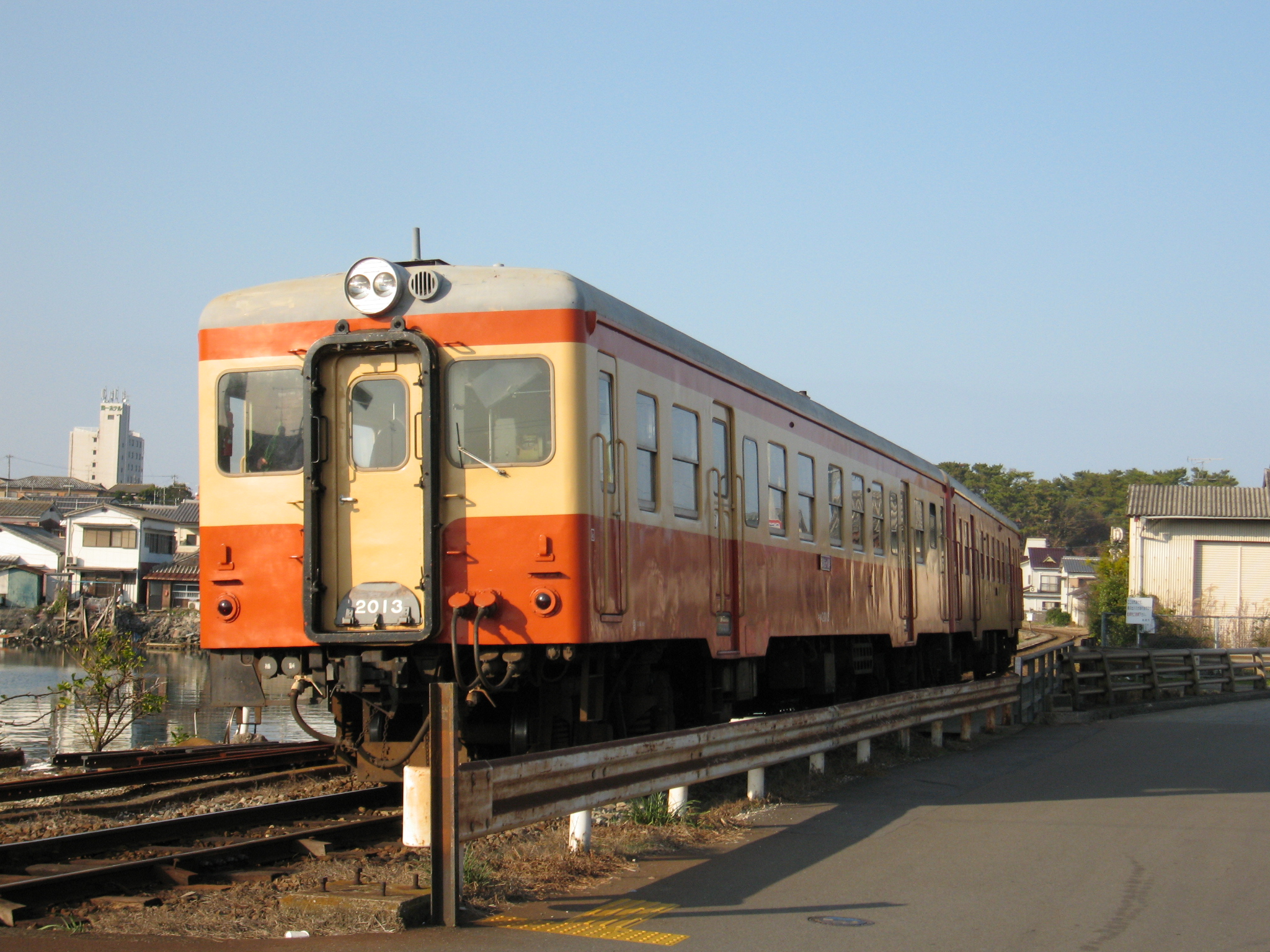
KiHa20形2013・2016（國鐵色）。南島原站，2006年12月10日。
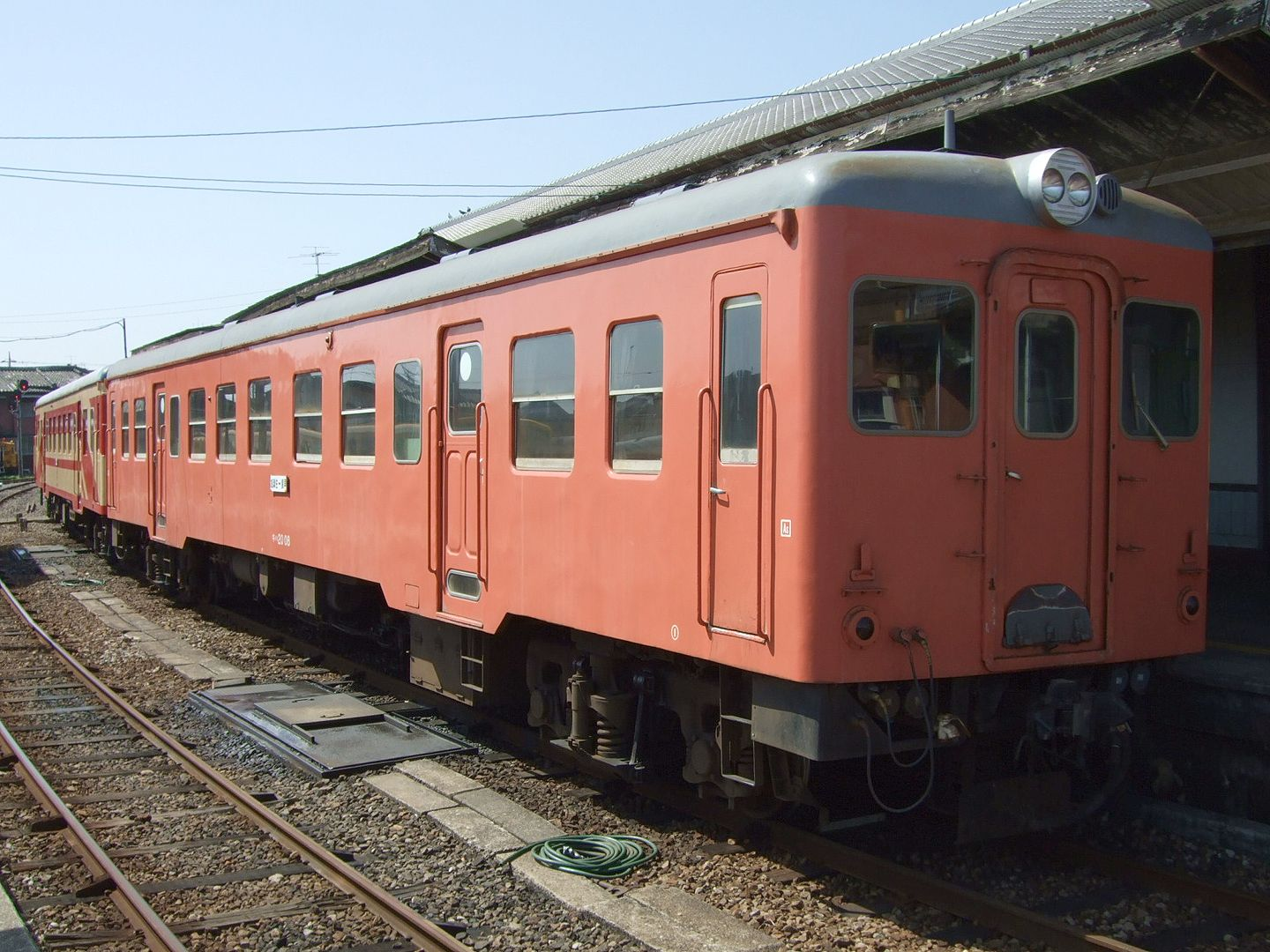
KiHa20形2008（首都圈色）。南島原站，2008年3月15日。
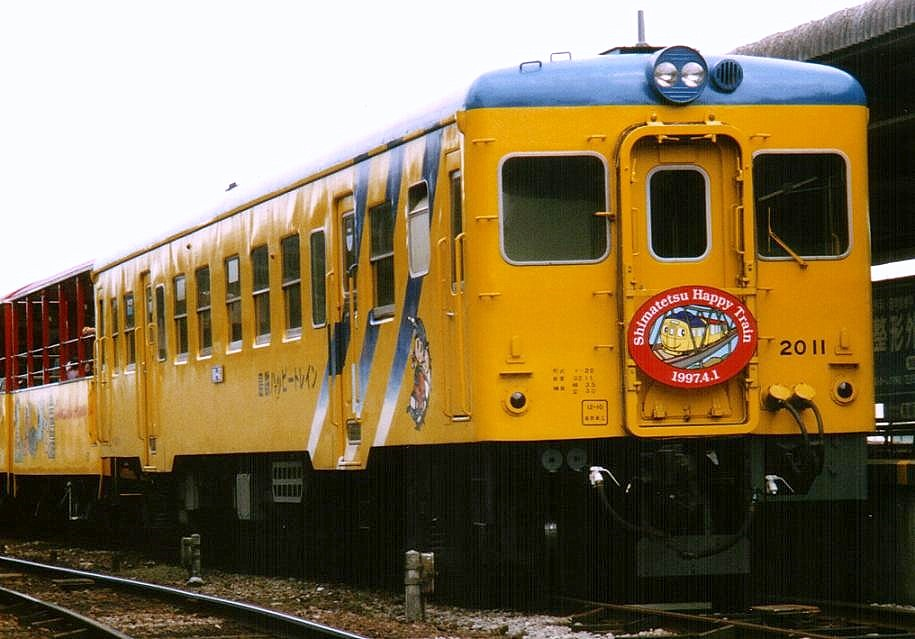
KiHa20形2011的島鐵快樂火車色。 島原站，2001年。

##### 客車

###### 兩軸客車
島原鐵道的所有兩軸客車都是木造車輛。在1911年開業之際，由鐵道院轉讓10輛(1 - 10)客車。在1913年延伸開業之際，也再次由鐵道院轉讓6輛(11 - 16)，在1915年再轉讓7輛(17 - 23)，一共設有23輛。後來，在1923年和1924年向口之津鐵道轉讓4輛，1927年向溫泉鐵道轉讓3輛。在1943年口之津鐵道合併前，島原鐵道共有16輛兩軸客車。口之津鐵道合併至島原鐵道時，把口之津鐵道14輛編入島原鐵道車隊中（包括本來從島原鐵道轉讓給口之津鐵道的客車）。使島原鐵道一共設有30輛兩軸客車。
另外，在戰後車輛不足時期，曾經把海軍工廠的小型貨車改裝為簡易客車。這些客車全長5米，寬2米，高3米。結構比較粗糙。實際擁有多少輛客車不明。
- 1、2 → HaYu1、2
在開業時從鐵道院轉讓給島原鐵道。退役前的車隊編號為HaYu1、HaYu2。於1949年6月退役。
- 3 - 5
在開業時從鐵道院轉讓給島原鐵道。在1927年轉讓給溫泉鐵道。
- 6 → Ha6
在開業時從鐵道院轉讓給島原鐵道。在1942年發生列車相撞事故後受到損毀，後來並沒有修復，於1949年6月退役。
- 7 → HaNi7 → 口之津HaNi7 → 島原HaNi7 → Ni11
在開業時從鐵道院轉讓給島原鐵道。在1924年轉讓給口之津鐵道，在1943年合併時再次成為島原鐵道旗下車隊。客車在1895年11月由阪堺鐵道（日语：阪堺鉄道）製造。在1959年12月退役。
- 8 - 10 → Ni8 - 10
在開業時從鐵道院轉讓給島原鐵道。原本是關西鐵道客車，在關西鐵道的車隊編號為193, 186, 183。在1929年4月改裝為行李緩急車得到認可。10在1949年6月，8和9在1956年3月退役。
- RoHa11 → HaYu11
推定在1913年延伸開業時，從鐵道院轉讓給島原鐵道。在1949年6月退役。
- 12 - 14 → 口之津HaNi8 - 10 → YuNi8 - 10 → 島原YuNi12 - 14 → Ni12 - 14
在1913年延伸開業時，從鐵道院轉讓給島原鐵道。在1924年轉讓給口之津鐵道。隨後從鐵道省轉讓4輛兩軸客車之際，這些客車改造為郵車。在1943年合併時再次成為島原鐵道旗下車隊。最後在1949年6月退役。
- Ha15、Ha16 → Ni15、Ni16
在1915年8月，從鐵道院轉讓給島原鐵道。此款客車與Ha2057是同一款形（編號不明）。在1928年12月改裝為行李緩急車得到認可。16在1950年5月，15在1956年6月退役。
- Ha17 → Yu1、Ha18、Ha19 → Yu2、Ha20
在1915年8月，從鐵道院轉讓給島原鐵道。客車在1897年由新潟鐵工所製造。Ha17和Ha19在1950年改造為郵車。後來於1956年3月退役。
- Ha21 → YuNi21・Ha22 → YuNi22
在1915年8月，從鐵道院轉讓給島原鐵道。在1929年11月改裝為行李緩急車得到認可。後來於1956年3月退役。
- Ha23
在1915年8月，從鐵道院轉讓給島原鐵道。客車內設有行李架，座位配置為交錯式。在1872年由新橋工場製造。後來於1949年6月退役。
- Ha41 - Ha46
在1943年口之津鐵道合併至島原鐵道時成為車隊一分子。在1922年口之津鐵道開業，從鐵道院轉讓給年口之津鐵道。在口之津鐵道時代，車隊編號為1 - 6。當中，41在口之津鐵道時代的1929年，由二、三等車廂改裝為三等車廂。42、43為二、三等合造車廂。在合併時改為三等車廂。1・2的舊編號為RoHa293、RoHa294。3的舊編號不明。這些客車在1896年由三田製作所（日语：東京機械製作所）製造。44 - 46當初只設三等車廂，舊編號為200、187、291。在1895年，這些客車由阪堺鐵道製造。
- Ha47 - Ha50
在1943年口之津鐵道合併至島原鐵道時成為車隊一分子。在口之津鐵道時代的1926年下旬，客車從鐵道省轉讓給口之津鐵道。在口之津鐵道時代，車隊編號為11 - 14。這些車輛的詳情不明。

###### 木製轉向架客車
在島原鐵道轉向架客車中，首架1920年是鐵道省轉讓給島原鐵道，後來於島原鐵道購入了10輛木製客車。上述提及3輛兩軸車被替換，1輛轉讓給溫泉鐵道。在口之津鐵道合併時，5輛加入車隊。在戰後的1950年10月，日本國有鐵道（國鐵）轉讓了9輛客車。在島原鐵道的木製客車中，共有26輛。部分車輛在退役後變成加津佐海灘中的平房。
- HoRo24 → HoRoHa24 → ToKu24
在1920年12月9日由鐵道省轉讓至島原鐵道。為島原鐵道首架轉向車車輛，舊編號為FuKoIRo5421。客車原本是北海道炭礦鐵道INi（日语：北海道炭礦鉄道の客車#一等車・一二等車）6。在1894年由手宮工場製造。在戰後，客車改裝為特別車。後來於1951年3月退役。
- HoHa25、HoHaFu26、HoHa27 → HoHaYu27 → HoHa27、HoHa28、HoHaFu29、HoHa30 → HoHaYu30 → HoHa30
在1921年7月至1923年5月之間編入至車隊中。由島原鐵道購入的新車，為16米級的木製轉向架客車群。由福岡市內的岡部鐵工所製造。在戰後的1949年進行車身翻新工程。25, 27, 28, 30在1960年5月退役，其餘客車在1960年代中仍然存在。
- HoRoHa31 → HoHa31 → HoHaFu31
在1927年4月，從溫泉鐵道轉讓HoRoHa2給島原鐵道。客車原本在1923年由岡部鐵工所製造。構造與上述的木製客車群相同，也在1949年同樣進行翻新工程。
- HoRoHa32 → HoHa32、HoHa34
在口之津鐵道合併至島原鐵道時，來自口之津鐵道的木製客車。在口之津鐵道的車隊編號為舊HoRoHa15、HoHa20。與上述的客車相同，也是岡部鐵工所製造。此車客的車身較短，只有14米級。也在1949年同樣進行翻新工程。
- HoHaFu33 → HoHa33 → HoHaFu33
在口之津鐵道合併至島原鐵道時，來自口之津鐵道的木製客車。客車原本來自溫泉鐵道，於1923年由岡部鐵工所製造，溫泉鐵道的車隊編號為HoRoHa1。在雲仙鐵道的車隊編號是HoRoHa101。在雲仙鐵道廢止後轉讓給口之津鐵道，車隊編號也改為HoHa17。客車與HaFu31同款。於1960年10月退役。
- HoHaFu35 - 38
在1928年由日本車輛製造製造的16米級木製轉向架客車。在戰後進行翻新工程。當中，HoHaFu37於1962年7月改造為平車，並改車隊編號為ChiMu371。
- HoHaYuNi39、HoHaYuNi40
在1934年從鐵道省轉讓HoYuNi5054、HoYuNi5056給口之津鐵道。後來經過改造，車隊編號改為HoHaYuNi30形（30、31）。為15米級木製客車。後來於1949年退役。
- HoHaFu2722
在1950年10月，由日本國有鐵道轉讓給島原鐵道。客車在1902年由九州鐵道小倉工場（日语：小倉総合車両センター）製造的16米級客車。在1951年翻新車體。在1959年2月退役。
- HoHaYu3101 → HoHaNi3101
在1950年10月，由日本國有鐵道轉讓給島原鐵道。客車在1899年由日本車輛製造製造的16米級客車。原本為舊九州鐵道的客車。在1960年10月退役。
- HoHaYu3311 → HoHaNi3311 → HoYuNi3311
在1950年10月，由日本國有鐵道轉讓給島原鐵道。客車在1899年由日本車輛製造製造的16米級客車。原本為舊九州鐵道的客車。在1951年翻新車體。
- HoHaYuNi3751 → HoHaNi3751
在1950年10月，由日本國有鐵道轉讓給島原鐵道。客車在1903年由鐵道作業局新橋工場製造的16米級木製客車。在1957年7月退役。
- NeYuNi5660 → NaHaNi5660 → NaYuNi5660
在1950年10月，由日本國有鐵道轉讓給島原鐵道。客車在1908年由（舊）關西鐵道四日市工場製造的16米級的木製客車（關西大轉向架）。車隊編號為NaYuNi5660時期再次進行改造。在1964年暫停服役。
- HoHa12061、HoHa12187、HoHa12188
在1950年10月，由日本國有鐵道轉讓給島原鐵道。原本屬於鐵道院基本形客車。客車12061原本在1912年於日本車輛製造製造，12187和12188於川崎造船所製造。12061和12188在1959年2月，12187在1960年10月退役。
- NaHaFu14188 → NaHaNi14188
在1950年10月，由日本國有鐵道轉讓給島原鐵道。原本屬於鐵道院基本形客車。客車原本在1911年於汽車製造製造。在1951年改造為行李混合車廂後，於1960年10月退役。

###### 小火車客車
- ToRa700形（日语：島原鉄道トラ700形客車）（701、702）
  - 前JR貨物ToRa70000形（日语：国鉄トラ70000形貨車），後來改裝為小火車車輛。在南目線（南島原站至加津佐站之間）廢止後，客車轉讓福岡縣北九州市。在該市開設觀光鐵路（門司港懷舊觀光線）後於該鐵路線中行走[18]。

#### 車輛數目的變遷
| 年份       | KiHa4500形 | KiHa16形 | KiHa17形 | KiHaユ17形 | KiHa55形 | KiHa26形 | KiHa20形 | KiHa2500形 | KiHa2550形 | 合計（空調車） |
| ---------- | ---------- | -------- | -------- | ---------- | -------- | -------- | -------- | ---------- | ---------- | -------------- |
| 1982       | 2          | 4        | 2        | 2          | 5        | 3        | 3        |            |            | 21(3)          |
| 1983       | 3          | 4        | 2        | 2          | 5        | 3        | 3        |            |            | 22(3)          |
| 1984       | 3          | 4        | 2        | 2          | 5        | 3        | 3        |            |            | 22(3)          |
| 1985       | 3          | 4        | 2        |            | 5        | 3        | 3        |            |            | 20(3)          |
| 1986       | 3          | 2        | 2        |            | 5        | 3        | 7        |            |            | 22(3)          |
| 1987       | 3          |          |          |            | 5        | 3        | 12       |            |            | 23(3)          |
| 1988       | 1          |          |          |            | 5        | 3        | 16       |            |            | 25(3)          |
| 1989 -1991 |            |          |          |            | 5        | 3        | 16       |            |            | 24(12)         |
| 1992       |            |          |          |            | 5        | 3        | 16       |            |            | 24(19)         |
| 1993       |            |          |          |            | 5        | 3        | 16       |            |            | 24(19)         |
| 1994       |            |          |          |            | 5        | 3        | 14       |            |            | 22(17)         |
| 1995       |            |          |          |            | 4        | 2        | 14       | 5          |            | 25(21)         |
| 1996       |            |          |          |            | 4        | 2        | 14       | 5          |            | 25(21)         |
| 1997       |            |          |          |            | 3        | 1        | 15       | 5          |            | 24(21)         |
| 1998 -2000 |            |          |          |            | 1        |          | 13       | 10         |            | 24(23)         |
| 2001       |            |          |          |            |          |          | 11       | 13         |            | 24(24)         |
| 2002 -2008 |            |          |          |            |          |          | 8        | 13         | 2          | 23(23)         |
| 2009       |            |          |          |            |          |          |          | 13         | 2          | 15(15)         |
| 2010       |            |          |          |            |          |          |          | 13         | 2          | 15(15)         |
| 2011       |            |          |          |            |          |          |          | 13         | 3          | 16(16)         |

- 備註：除了工程車輛外。1982、83年資料截至1月1日，1984年以後資料截至4月1日。
- 參考資料：《私鐵車輛編成表》各年版（JRR）

#### 其他

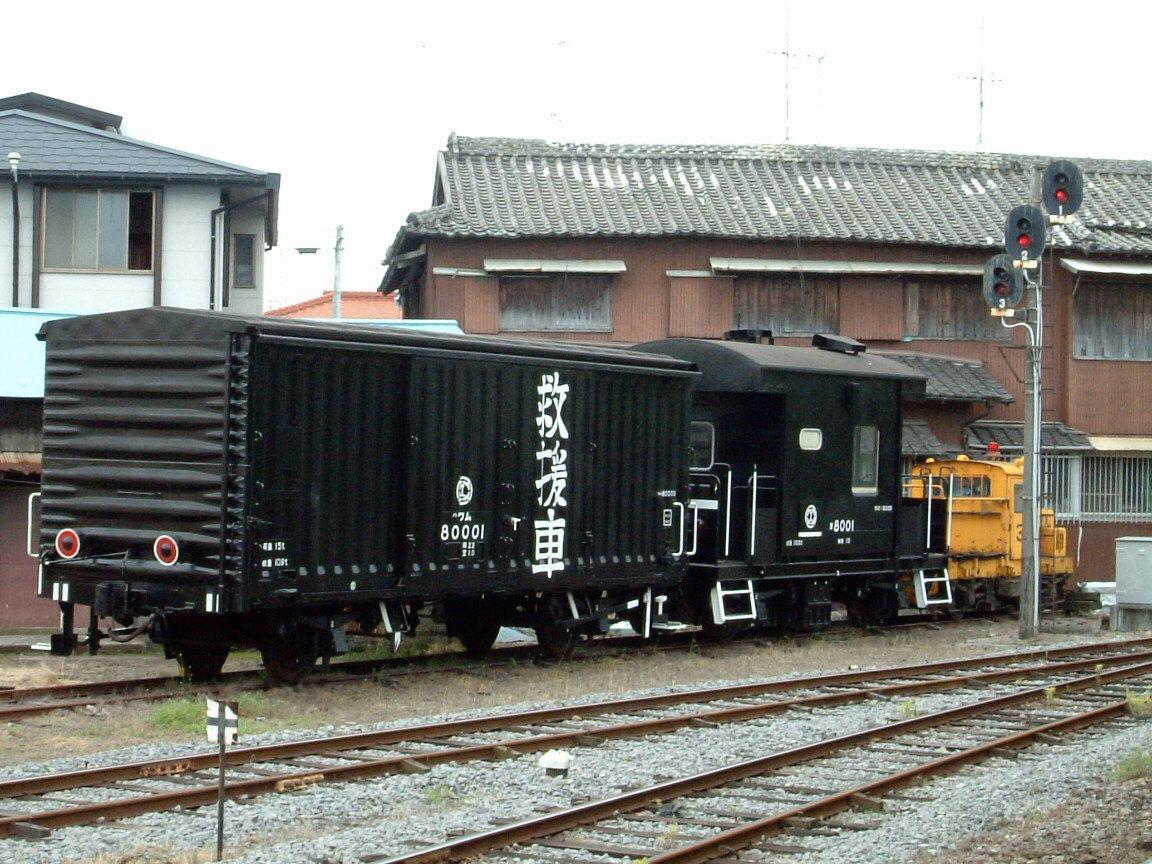
工程專用車輛WaMu80001和Yo8001。後方為軌道車TMC100B
（南島原站，2003年5月）

島原鐵道擁有維護路軌專用的軌道車，由富士重工業製造的小型機車TMC100B。該車輛用作運送路軌等物資。在1999年起引入大型的TMC370。該機車兩端設有自動車鉤，使可牽引故障車輛等車輛，取代僅存的機車D3703。
在1993年，引入了工程專用車輛WaMu80000（WaMu80001）、Yo8000（Yo8001）各1輛，以及HoKi800（HoKi801、802）2輛。以上車輛沒有登記為車隊編號，WaMu車輛的車身塗裝統一為黑色配以白色的「救援車」文字（參見相片）。
在2014年3月起開始販賣車輛冠名權，可透過個人或法人購入。3個月費用150,000日圓，6個月費用為200,000日圓，12個月費用為250,000日圓。

## 巴士業務
島原鐵道的巴士業務均位於長崎縣內，提供一般巴士路線和租貸巴士業務。服務範圍主要在島原市內，還有諫早市、雲仙市和南島原市的島原半島。另外也設有連接位於大村市的長崎機場至諫早市、島原市之間的聯絡巴士。島原鐵道的巴士總站方面，包括了位於島原市中心島鐵本社前站附近的島鐵巴士總站、位於雲仙市小濱地區的小濱線站。另外，於諫早站前也設有諫早總站。在2007年4月1日，長崎縣營巴士不再經營島原半島，縣營巴士諫早總站不再使用，縣營和島鐵分別在諫早站前的巴士總站進行整合。而島鐵巴士的營業所分別位於島原市、諫早市、雲仙市（雲仙）和南島原市（口之津）。
島鐵巴士原本可使用長崎智能卡乘車。Mobile長崎智能卡不可使用。在2020年6月30日，島鐵內不會發售長崎智能卡和不可增值，於同年9月30日以後不可再使用（取而代之為回復使用紙式島鐵巴士專用回數票。定期票也回復使用紙張）。

### 營業所
- 島原營業所
  - 地址：島原市弁天町1丁目7118番地1號
- 島原港營業所
  - 地址：島原市下川尻町7番地5號
- 諫早營業所
  - 地址：諌早市永昌東町18番1号號
- 雲仙營業所
  - 地址：雲仙市小浜町雲仙320番地18號
- 口之津營業所
  - 地址：南島原市口之津町丙4134番地71號

### 高速巴士、特急巴士
- 福岡 - 諫早、島原「島原號（日语：島原号）」

※曾經設有行走於諫早至小濱、雲仙之間的「島原號」繼乘專用特急巴士班次，在2005年9月30日以後暫停行走。現時由島鐵一般巴士路線提供轉乘車票。
- （特急）本諫早站前 - 諫早 - 長崎機場

#### 過去曾經行走的路線
- 長崎 - 經有明渡輪（日语：有明フェリー） - 熊本「有明號（日语：ありあけ号）」（與九州產業交通（日语：九州産交バス）、長崎縣交通局（日语：長崎県交通局）聯營）
- （特急）長崎站前 - 矢上 - 諫早站前 - 愛野 - 多比良港（日语：多比良港） - 島原港（與長崎縣交通局聯營）
- （特急）佐世保站前 - 長崎機場 - 諫早站前 - 愛野 -小濱 - 雲仙（與西肥自動車（日语：西肥自動車）、長崎縣交通局聯營）
- （特急）長崎機場 - 久原 - 諫早站前 - 愛野 - 多比良站前 - 島原港（與長崎縣交通局聯營）
- （急行）長崎站前 - 矢上 - 喜喜津站通 - 諫早站前 - 愛野 - 小濱 - 雲仙（諫早 - 雲仙之間各巴士站停車）
- （急行）長崎站前 - 矢上 - 喜喜津站通 - 諫早站前 - 愛野 - 小濱 - 加津佐 - 口之津站前（諫早 - 口之津站之間各巴士站停車）
- （急行）長崎站前 - 矢上 - 喜喜津站通 - 諫早站前 - 愛野 - 小濱 - 諏訪之池 - 有家站前（諫早 - 有家站前之間各巴士站停車，使用中型巴士）
- （急行）長崎機場 - 諫早站前  - 愛野 - 小濱 - 雲仙
- 島原站 - 雲仙岳災害紀念館（日语：雲仙岳災害記念館） - 道之驛深江（日语：道の駅みずなし本陣ふかえ）（2006年4月1日取消）

### 一般巴士路線
主要一般巴士路線行走於島原半島各地區。包括以下路線：
- 島原 - 雲仙
- 諫早站前 - 愛野 - 小濱 - 雲仙[注釋 4]
- 諫早站前 - 愛野 - 小濱 - 加津佐海灘前 - 口之津（日语：口之津港）[注釋 5]
- 諫早站前 - 愛野 - 小濱 - 有家
- 諫早站前 - 多比良港 - 島原（鐵路輔助路線）
- 多比良港 - 島原（上述路線的區間班次）
- 島原 - 深江 - 有家 - 原城 - 口之津 - 加津佐海灘前（為2008年廢止的南目線島原外港至加津佐之間的替代服務）
- 島原 - 深江 - 藤原 - 有家 - 須川港（上述路線的區間班次。但是，布津至有家會途經天瀨和藤原）

### 車輛

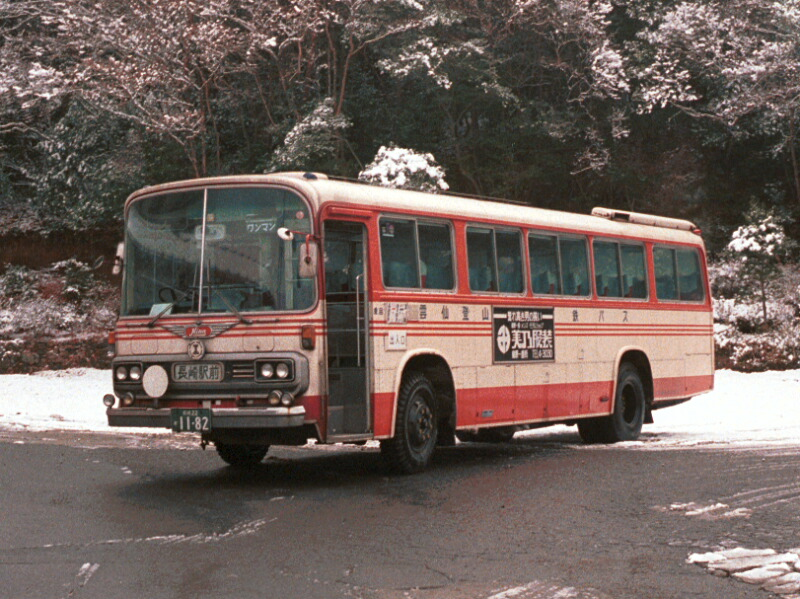
過去的車輛

在2002年前，島原鐵道所有巴士統一由日野製造，車身由日野純正的日野車體工業（現時：J-BUS）製造。在2003年起，購入了少數的三菱扶桑和五十鈴車輛。在2007年4月，縣營巴士不再經營島原半島的路線之際，於半島內的路線主要使用由縣營巴士轉讓的二手三菱扶桑車輛行走，以及從長崎巴士轉讓二手五十鈴車輛行走。在舊長崎巴士車輛的特色中，車頭的路線牌為左右分割式，設有前門和後門（過往的車門只有前門或前門和中門）。在2010年從京王巴士轉讓日産柴油·RN。使島原鐵道擁有4間巴士製造商的巴士。
不論巴士車種，車身塗裝都是白色底配以紅色或金色帶（這個顏色原自日野的示例顏色），不同車輛的塗裝有所差異。在2002年後引入的特低地台巴士與縣營和長崎巴士轉讓車輛中，這些巴士的塗裝使用舊塗裝，白色底和紅帶。此外，在2001年以前車輛的塗裝也重新塗漆。
另外，在2018年1月成為長崎自動車傘下公司，因此長崎巴士轉讓了一些二手車輛。為了強調車輛只集團旗下公司轉移，因此沒有改變車身塗裝，車牌沒有重新登記，車身上只加上了「Shimatetsu」作為記認（但是，方向幕由長崎巴士時代的LED變回卷動幕式）。

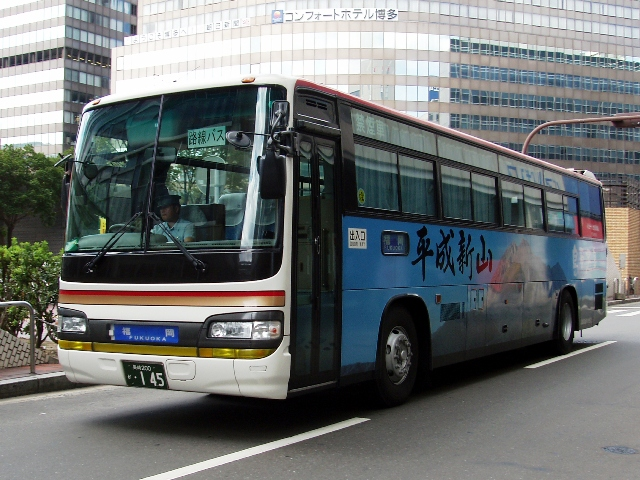
高速巴士「島原號」
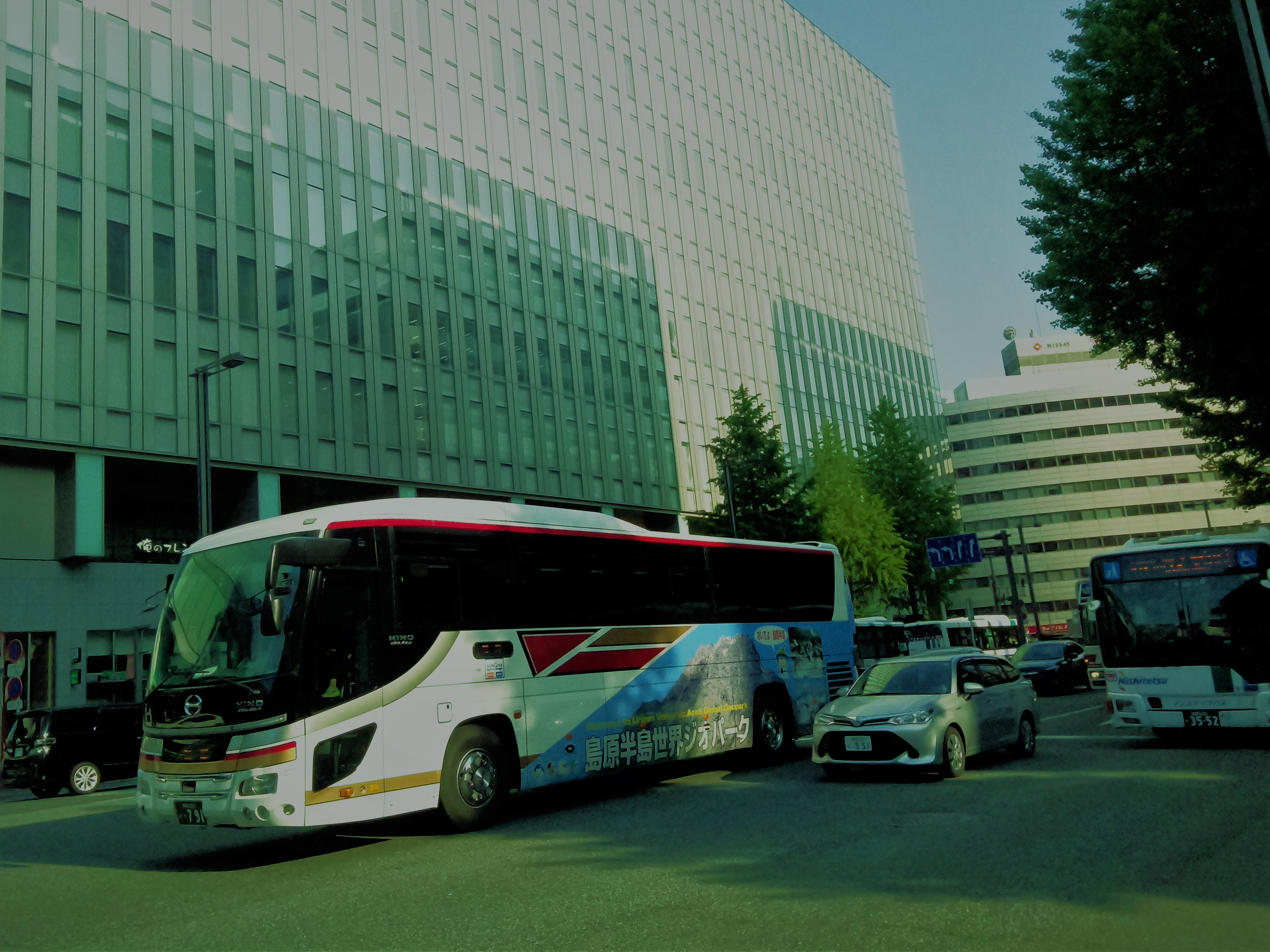
{JRJP博多大廈（日语：JRJP博多ビル）前行走的高速巴士「島原號」（日野S'elega）
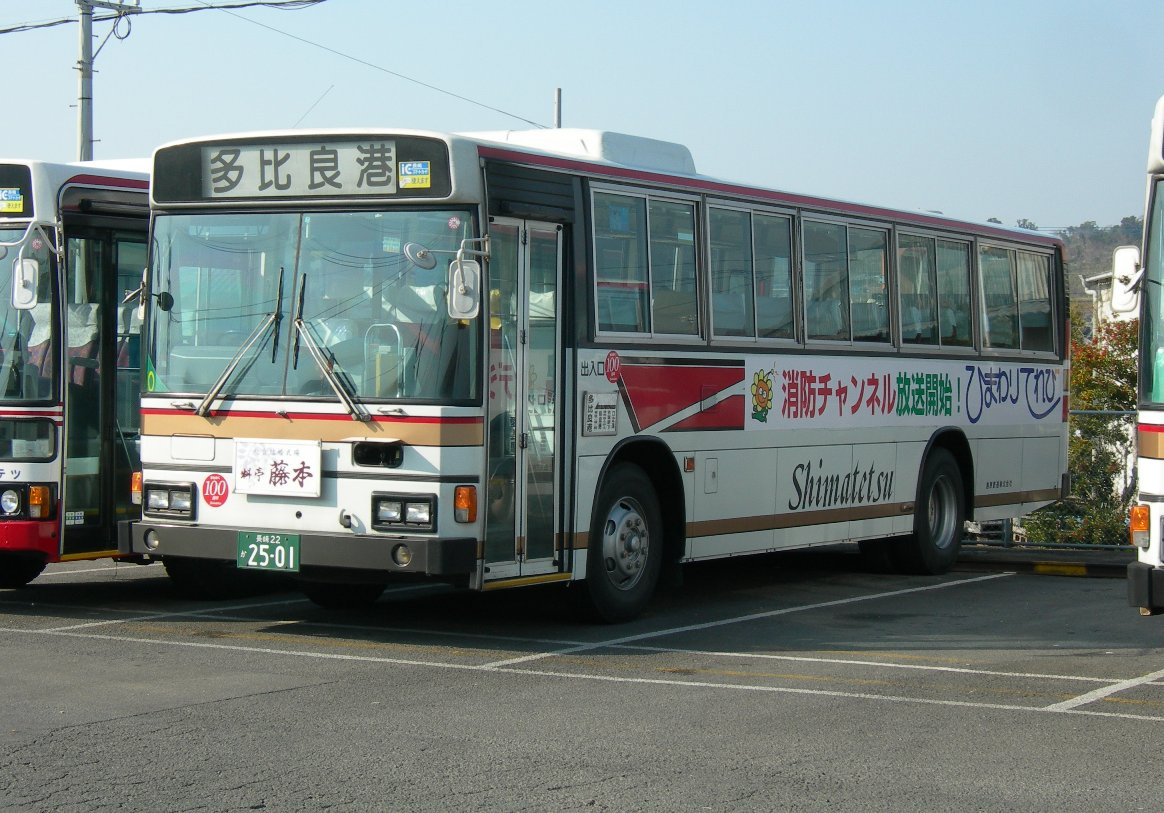
大型一般巴士
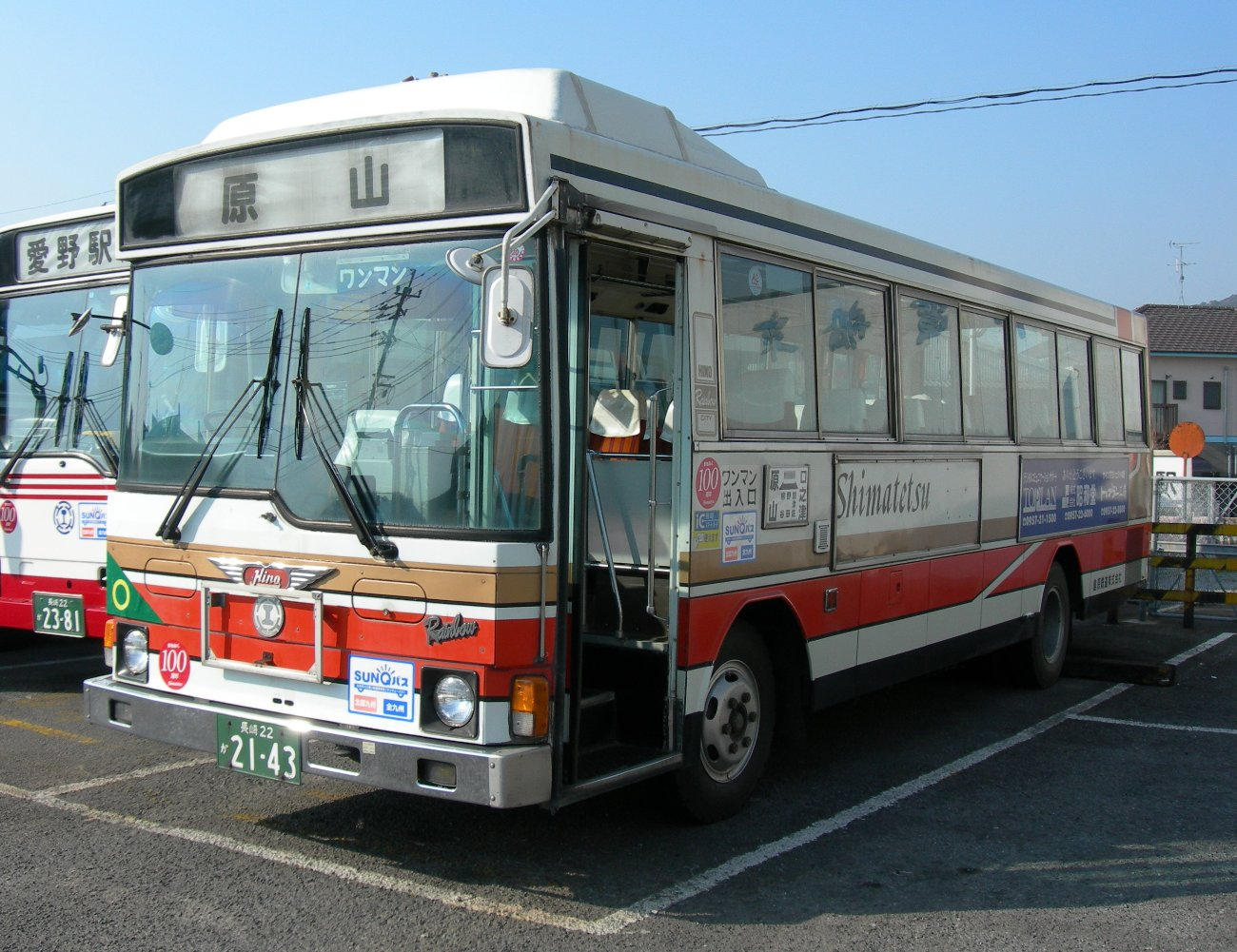
中型一般巴士
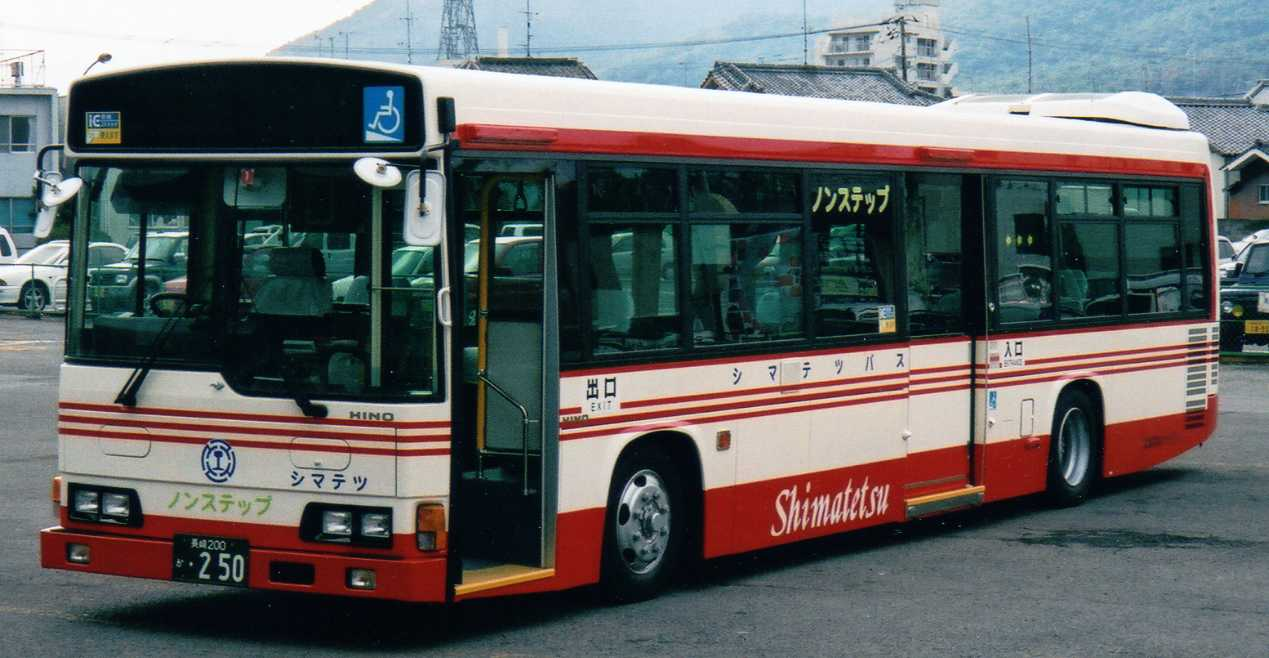
一般巴士（無步巴士）
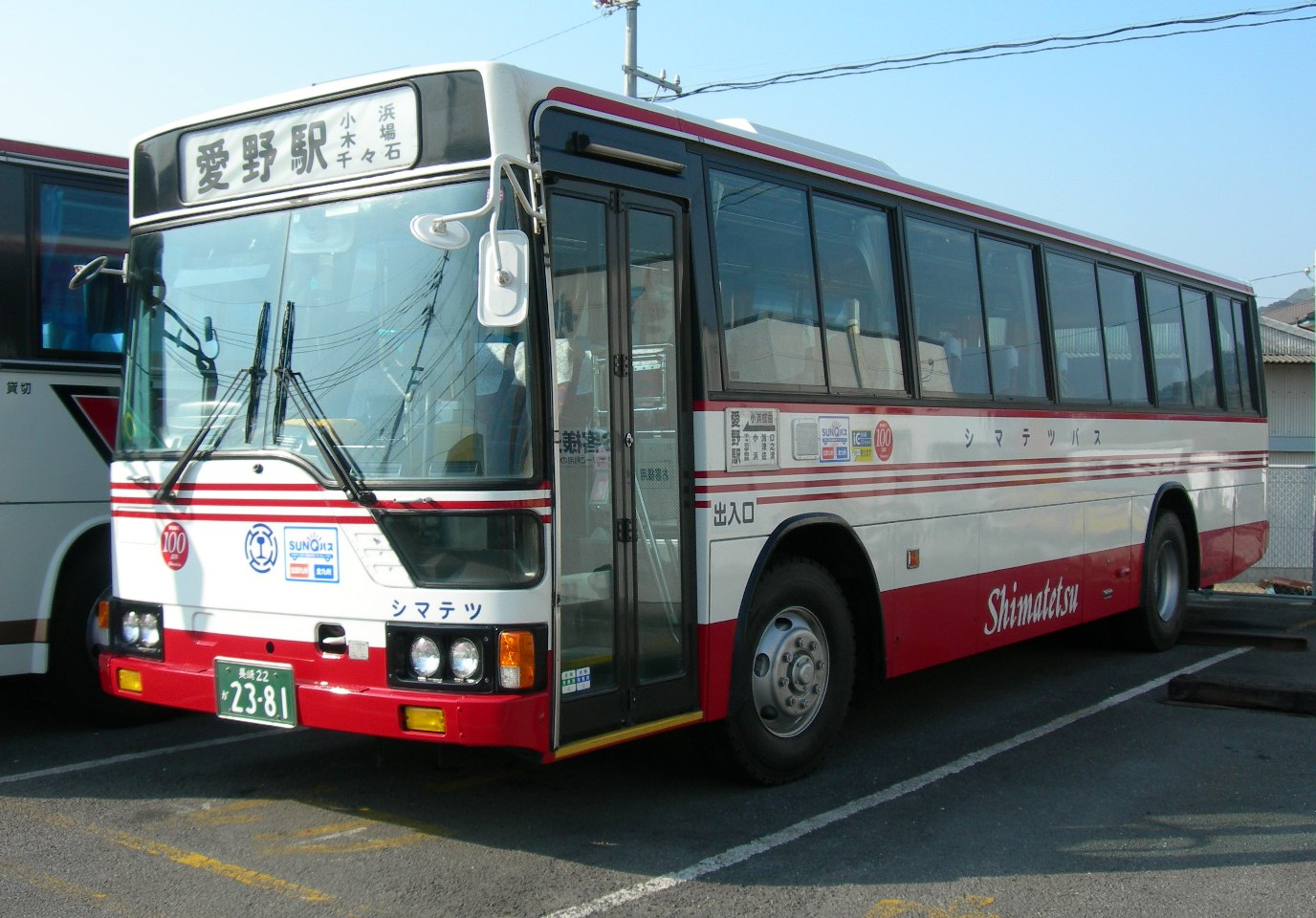
長崎縣交通局的轉讓車輛
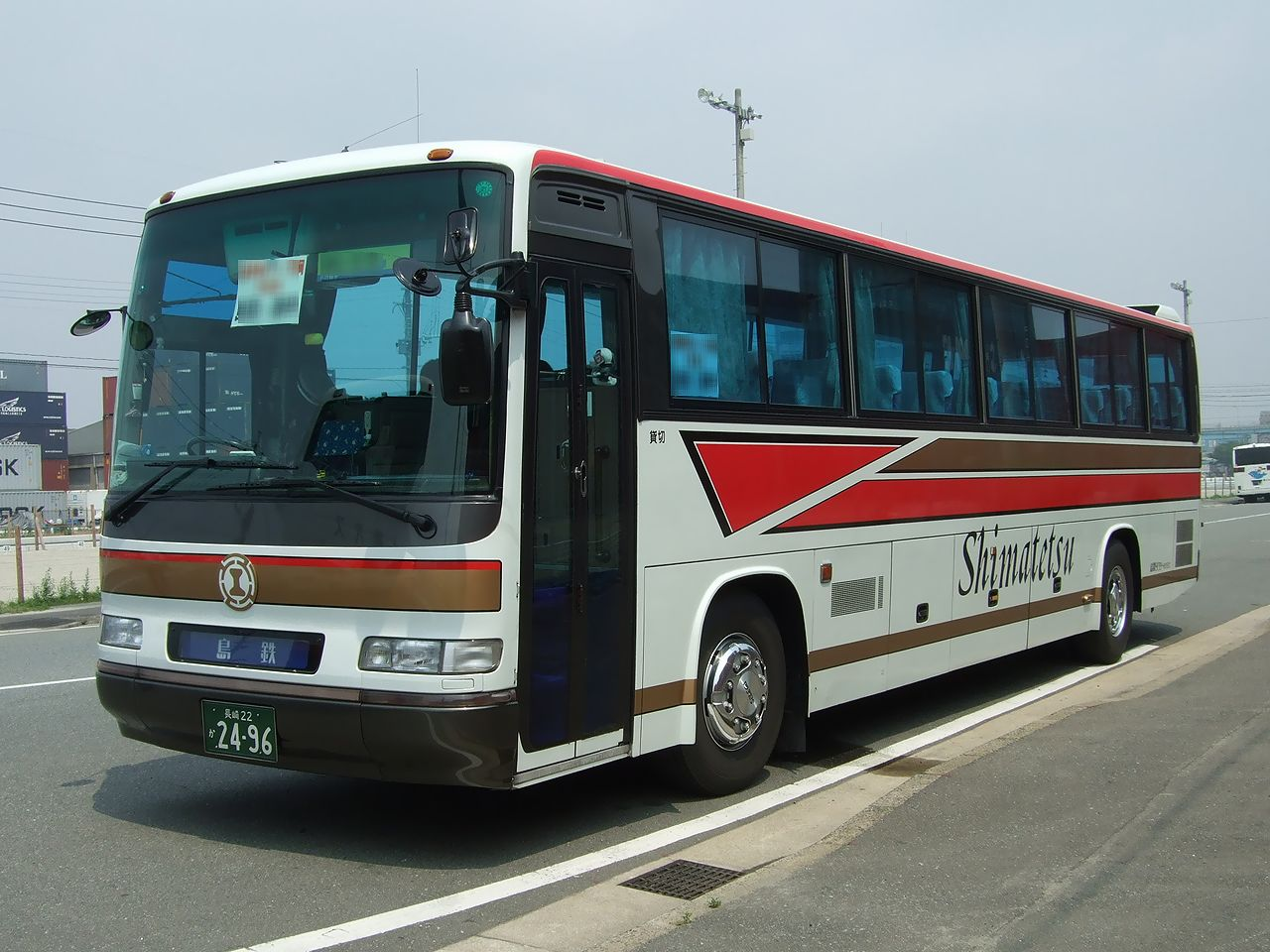
租賃巴士（相片當時巴士由島鐵的士擁有）
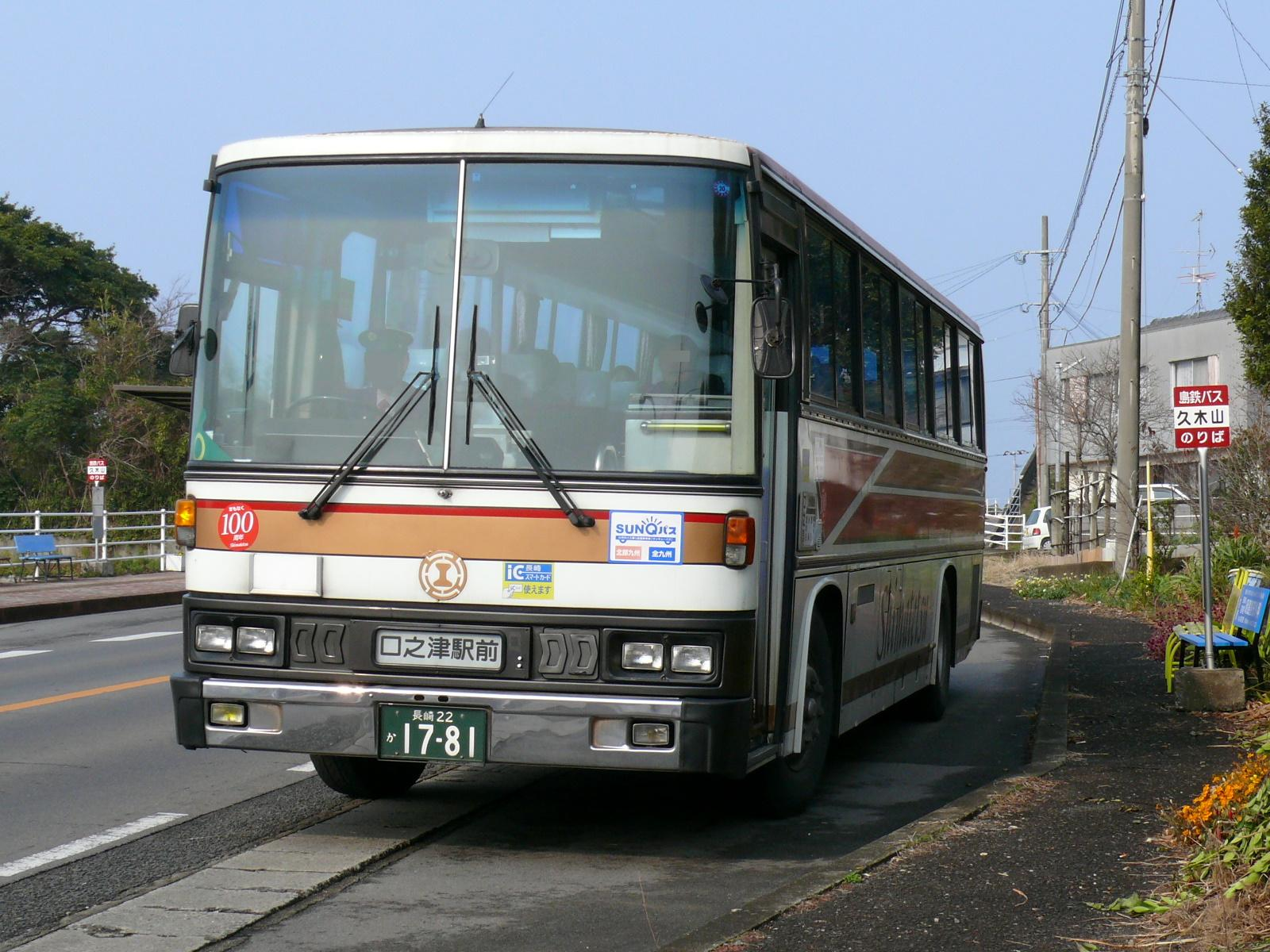
使用租賃巴士行走一般巴士路線（相片中的車輛已經退役）

## 船舶業務

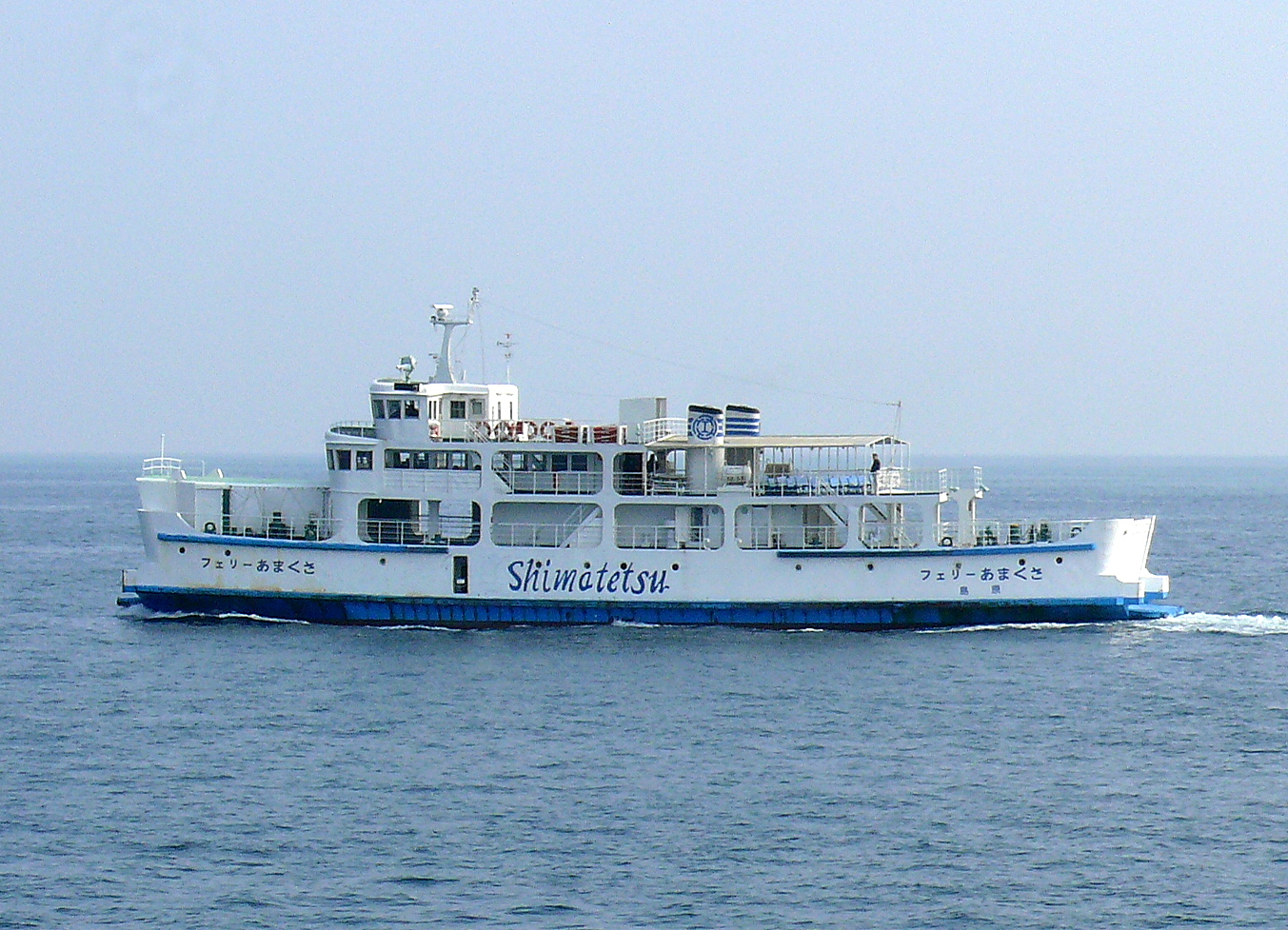
島鐵渡輪「渡輪天草」
（島原灣　2008年1月6日）

現時島原鐵道設有渡輪（島鐵渡輪）服務。曾經島原鐵道設有高速船服務。

### 營業所
- 島原港營業所
  - 地址：長崎縣島原市下川尻町7番地5號

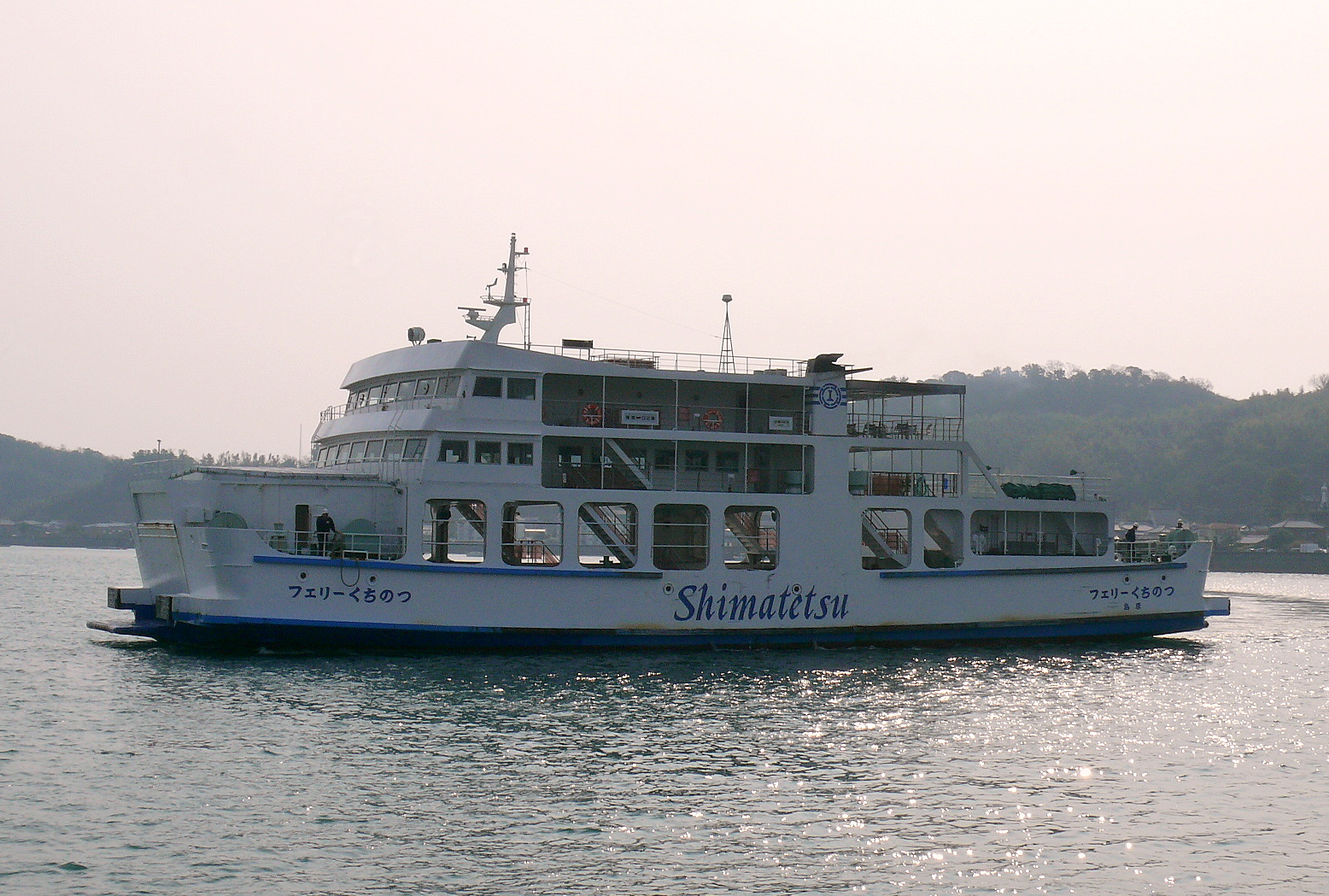
口之津港營業所
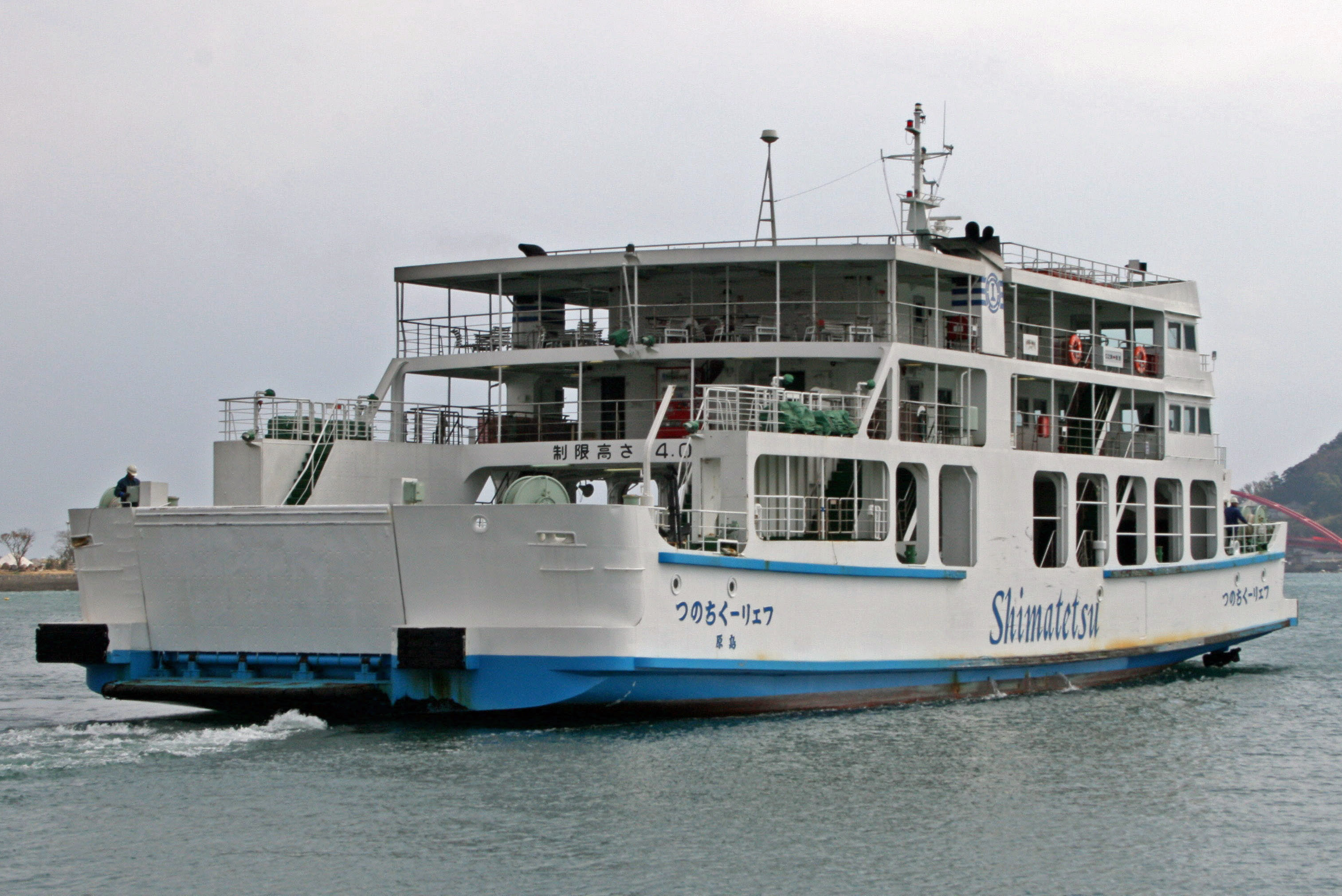
渡輪口之津（船尾側）
  - 地址：長崎縣南島原市口之津町丙4358番地6號
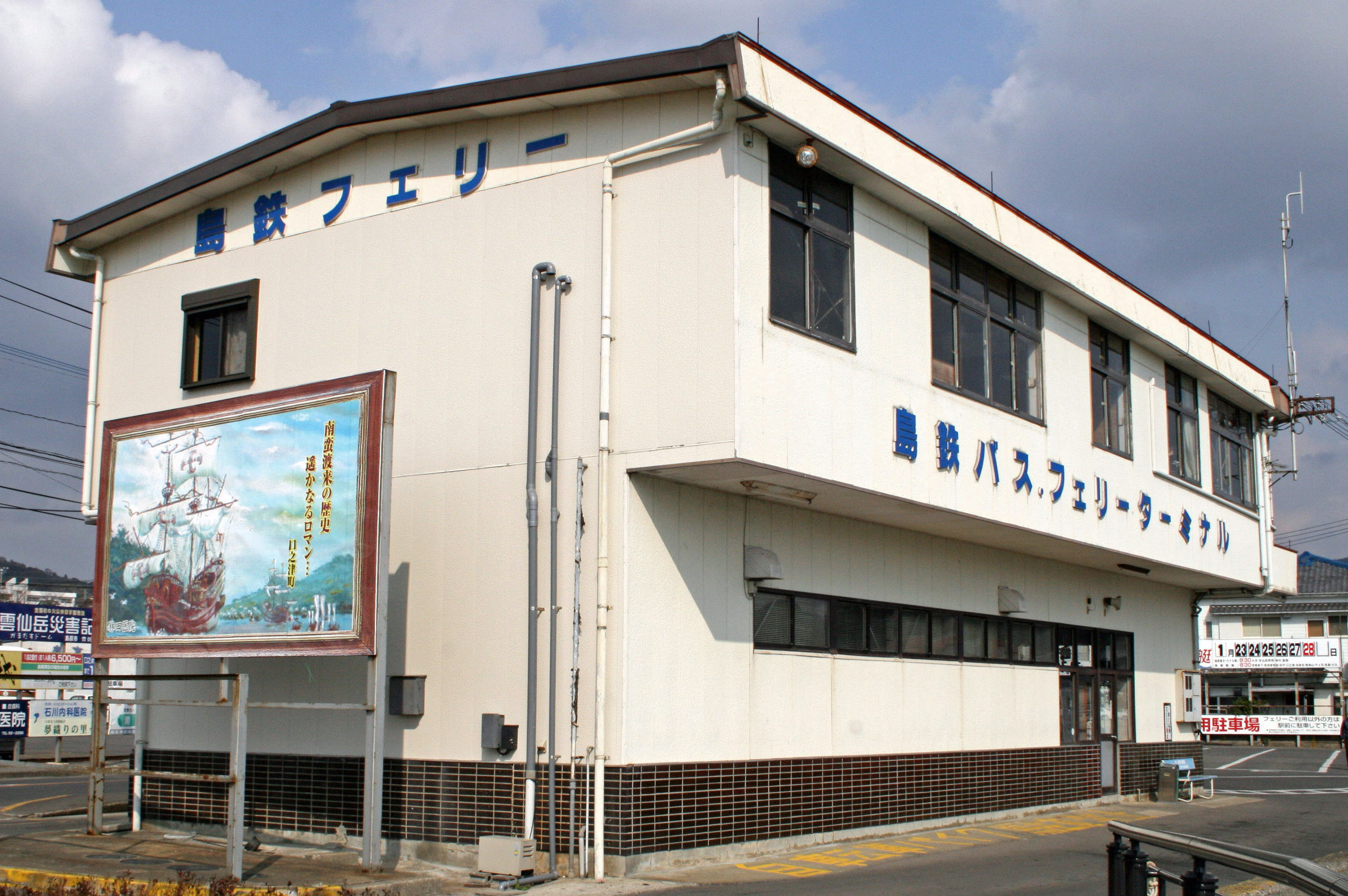
鬼池港營業所
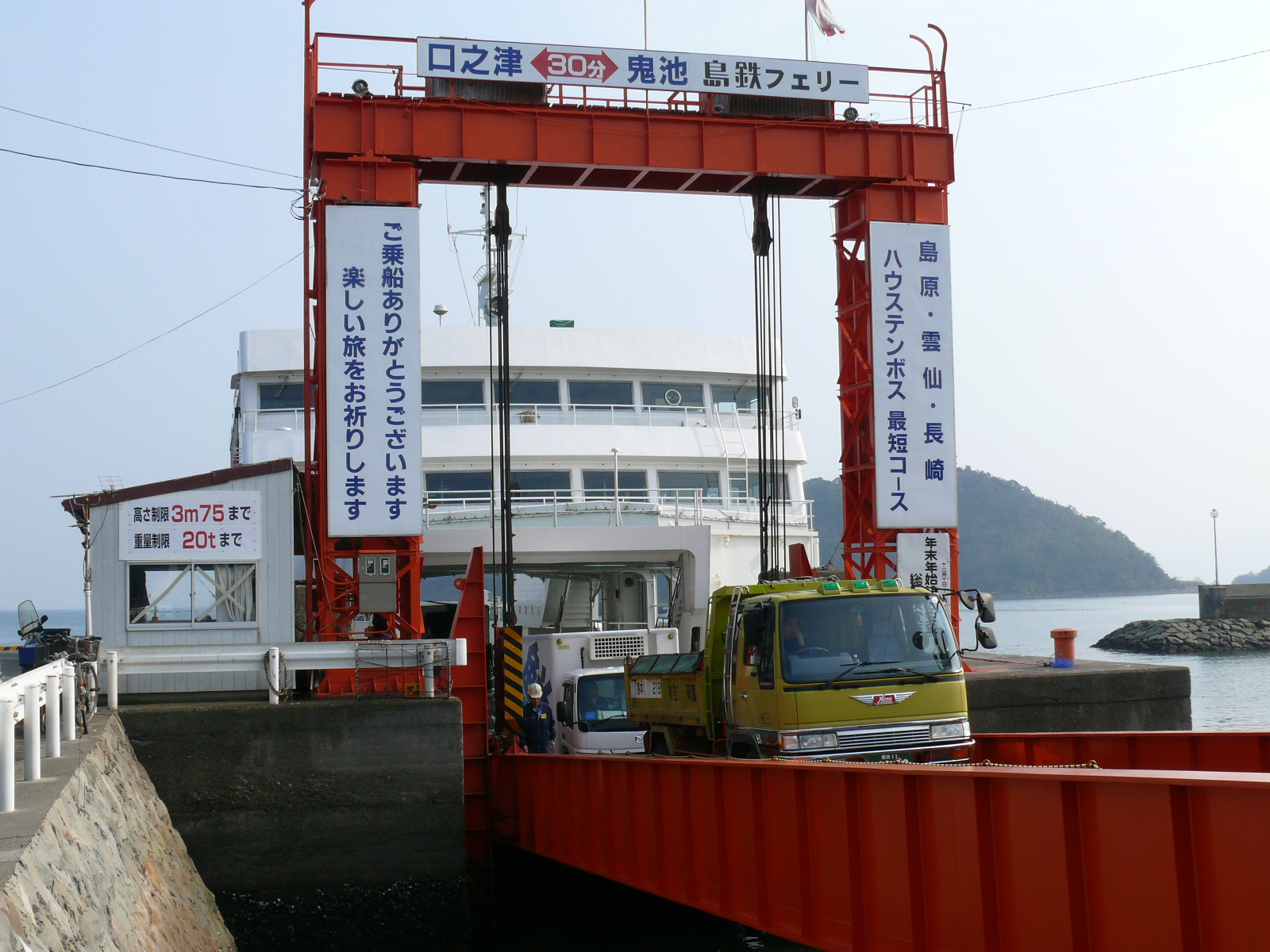
鬼池港乘船處
  - 地址：熊本縣天草市五和町鬼池5087番地

### 島鐵渡輪
在國道389號的海上區間中，包括了於有明海的出口和早崎瀨戶兩處。在口之津港可轉乘島鐵巴士前往諫早（經加津佐、小濱）方向和島原方向（經原城、深江），在鬼池港可轉乘產交巴士（前往本渡巴士中心）。渡輪服務可使用島原半島遊湯券和SUNQ通票（北部九州版、全九州版）。
航線
口之津港（長崎縣南島原市）至鬼池港（熊本縣天草市）
在3月至10月的服務時段為6:30至18:30，平日每日15往返班次，星期六日及假日每日17往返班次。其他月份中，服務時段為7:15-17:45，平日每日13往返班次，星期六日及假日每日15往返班次（一般每45分鐘至1小時一班。根據「島鐵渡輪時間表」）。所需時間為30分鐘。兩港於同一時間出發（停靠時間除外）。
在2020年3月20日起，口之津港由舊・口之津站前的碼頭（長崎縣南島原市口之津町丙4134番地71號）遷移至集於南島原市口之津分所與口之津歷史資料館一身的「南島原市口之津總站大樓」。在這個情況下，為了負擔額外費用，船費有所提升。

船舶
渡輪口之津
由向井造船所建造，1993年9月21日竣工，10月3日開始服役
494噸，全長47.3米，寬12.5米，深3.2米，食水深度2.4米。主引擎使用大發柴油6DLM-20S(L) 850馬力×2台2軸，最高航行速度13.2節，巡航速度12.3節。載客量350人，另外可搭載8架大型巴士和27架私家車，另外搭載了側面推進器
渡輪天草II
在長崎縣內的「渡邊造船所」建造，於2015年11月2日服役。620噸，全長48.35米，寬14.00米。最高航行速度12.55節，巡航速度11.5節。主引擎800馬力×2台。載客量350名。另外可搭載7架巴士和28架私家車。船內設有無障礙設施、升降機、電子顯示牌（可讓聽障人士使用）和多用途廁所。
渡輪天草
在1982年服役。361噸。載客量350名，另外可搭載6架巴士和20架私家車 。在「渡輪天草II」服役後退役。
普賢丸
在1966年服役。357噸。在「渡輪口之津」服役後退役。
- 渡輪口之津
- 渡輪口之津（船尾側）
- 口之津港營業所
- 鬼池港乘船處

### 島鐵高速船（已停運）

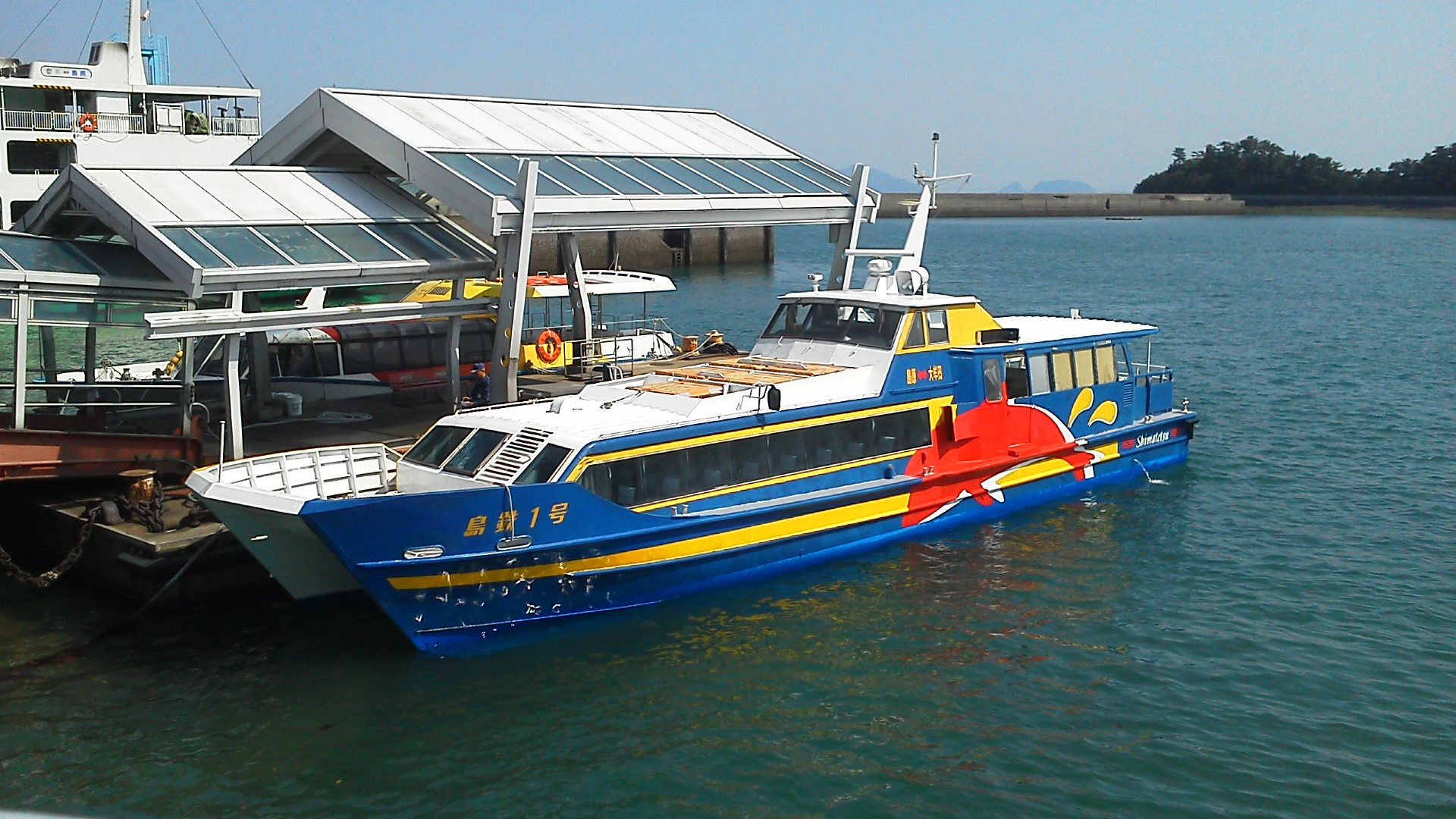
在島原港停泊中的島鐵1號（前方），島鐵2號（後方）

以下資訊取自最終服務日，即截至2015年3月31日。
航線
島原港（長崎縣島原市） - 三池港（福岡縣大牟田市）
每日4往返班次，所需時間為50分鐘。

船舶
- 島鐵1號（19噸，載客量76名，1998年服役。由三保造船所〈大阪府〉建造）
- 島鐵2號（19噸，載客量66名，1997年服役。可用作包船用途）

西鐵福岡（天神）至島原之間，形成了西鐵天神大牟田線特急列車、西鐵巴士大牟田（聯絡巴士）與高速船的路線，所需時間共約2小時20分鐘。為福岡市至島原半島之間最快的交通路線。而島原港方向的高速船時間和雲仙方向的巴士出發時間經過配合和調整，形成了島原半島各地的交通網絡。
當時設有聯絡車票，包含了西鐵電車、巴士和高速船票。該車票在福岡一方（西鐵主要車站）和島原一方發售。另外，在福岡一方設有發售往返優惠套票，當中包括了渡輪和島原半島內一些設施的優惠。在島原一方也設有優惠套票，包括了來往福岡市的交通車票和住宿服務。
在戰後長久以來均由島原觀光汽船營運。在1997年暫停服務，同年8月起由島原鐵道接管。
關於一年總使用人次方面，2001年度為73,800人。由於燃料費用高漲，以及政府的高速公路費用優惠下，使乘客有所減少。在2010年度起更加錄得虧損。在2013年度的使用人次只有38,000人，為最頂盛時期的一半以下。在2014年度只有28,600人。
在2015年1月，發表在把高速船與從業員轉讓給長崎市的山名海運。在同年3月31日，島原鐵道結束高速船服務。翌日以「高速船三池島原線」的名稱，由「山名海運」開始繼續提供高速船服務。

## 其他業務
在諫早站前設有由島原鐵道營運的商務酒店「諫早總站酒店」。另外也有一些房地產租賃業務。

## 集團子公司
- 島鐵觀光株式會社 - 旅行業、廣告業、保險代理業、商店業、航空貨物業、房地產租賃管理業、的士事業（司機代駕（日语：運転代行）業）

## 業績
| 不同年度的業績 | 不同年度的業績 | 不同年度的業績 | 不同年度的業績   | 不同年度的業績   | 不同年度的業績   | 不同年度的業績    | 不同年度的業績                                       | 不同年度的業績   | 不同年度的業績     |
| 年度           | 運輸人次（人） | 貨運量 （噸）  | 營業收入（日圓） | 營業費用（日圓） | 營業利潤（日圓） | 其他利潤（日圓）  | 其他損耗（日圓）                                     | 利息費用（日圓） | 政府補助金（日圓） |
| -------------- | -------------- | -------------- | ---------------- | ---------------- | ---------------- | ----------------- | ---------------------------------------------------- | ---------------- | ------------------ |
| 1911           | 66,825         | 565            | 15,685           | 13,935           | 1,750            |                   | 利息和股利補償1,750                                  |                  |                    |
| 1912           | 200,680        | 6,221          | 28,271           | 23,296           | 4,975            |                   | 虧損結轉補償1,302 創立功勞者慰勞金16,665             | 516              | 16,111             |
| 1913           | 358,680        | 10,694         | 72,040           | 59,879           | 12,161           |                   | 資本赤字補充63                                       | 15,572           | 26,962             |
| 1914           | 473,597        | 15,703         | 101,118          | 76,934           | 24,184           |                   |                                                      | 24,679           | 28,682             |
| 1915           | 463,704        | 17,303         | 96,367           | 83,237           | 13,130           |                   |                                                      | 21,164           | 33,181             |
| 1916           | 474,003        | 23,371         | 109,160          | 69,249           | 39,911           |                   |                                                      | 19,467           | 22,913             |
| 1917           | 563,768        | 34,746         | 144,170          | 92,334           | 51,836           |                   | 補貼退款3,104                                        | 15,584           | 5,523              |
| 1918           | 647,964        | 46,893         | 204,974          | 119,410          | 85,564           |                   |                                                      | 14,053           |                    |
| 1919           | 790,607        | 57,235         | 288,178          | 163,225          | 124,953          |                   | 折舊18,000                                           | 14,175           |                    |
| 1920           | 857,982        | 67,996         | 386,397          | 246,817          | 139,580          |                   |                                                      | 14,189           |                    |
| 1921           | 856,328        | 51,326         | 406,712          | 222,286          | 184,426          |                   |                                                      |                  |                    |
| 1922           | 954,823        | 61,411         | 437,051          | 234,236          | 202,815          |                   |                                                      |                  |                    |
| 1923           | 964,570        | 62,890         | 427,439          | 283,549          | 143,890          |                   |                                                      | 13,641           |                    |
| 1924           | 998,798        | 65,811         | 444,021          | 264,315          | 179,706          |                   |                                                      | 13,449           |                    |
| 1925           | 1,081,748      | 64,633         | 446,345          | 258,411          | 187,934          |                   |                                                      | 13,105           |                    |
| 1926           | 1,197,548      | 74,089         | 469,498          | 283,362          | 186,136          |                   |                                                      | 12,842           |                    |
| 1927           | 1,259,792      | 65,278         | 473,770          | 270,546          | 203,224          |                   |                                                      | 12,562           |                    |
| 1928           | 1,346,386      | 66,422         | 480,253          | 268,717          | 211,536          |                   |                                                      | 12,262           |                    |
| 1929           | 1,324,541      | 68,219         | 504,123          | 285,071          | 219,052          |                   |                                                      | 11,942           |                    |
| 1930           | 1,314,813      | 57,771         | 448,892          | 277,480          | 171,412          |                   | 汽車業與其他5,270                                    | 11,600           |                    |
| 1931           | 1,174,948      | 50,256         | 428,411          | 239,170          | 189,241          | 汽車業1,648       |                                                      | 11,235           |                    |
| 1932           | 1,081,577      | 46,190         | 400,822          | 223,173          | 177,649          | 汽車業433         | 折舊500                                              | 10,845           |                    |
| 1933           | 1,126,887      | 55,735         | 365,461          | 226,890          | 138,571          | 汽車業2,182       |                                                      | 13,240           |                    |
| 1934           | 1,195,815      | 70,891         | 390,645          | 248,621          | 142,024          |                   |                                                      | 34,062           |                    |
| 1935           | 1,279,163      | 58,730         | 396,326          | 249,450          | 146,876          | 汽車業與其他1,665 | 雜項損失6,663                                        | 33,172           |                    |
| 1936           | 1,300,595      | 61,928         | 410,083          | 236,247          | 173,836          |                   | 汽車業5,328 雜項折舊20,630                           | 31,226           |                    |
| 1937           | 1,363,492      | 69,440         | 449,554          | 289,446          | 160,108          | 沖銷免稅額58,230  | 汽車業7,727 稅收儲備21,000 折舊30,000 雜項損失16,187 | 21,669           |                    |
| 1939           | 1,540,583      | 112,186        |                  |                  |                  |                   |                                                      |                  |                    |
| 1941           | 2,189,154      | 150,937        |                  |                  |                  |                   |                                                      |                  |                    |
| 1943           | 4,893,814      | 262,937        |                  |                  |                  |                   |                                                      |                  |                    |
| 1945           | 4,941,906      | 144,972        |                  |                  |                  |                   |                                                      |                  |                    |

| 年度別実績 | 年度別実績     | 年度別実績    | 年度別実績       | 年度別実績       | 年度別実績       | 年度別実績                     | 年度別実績       | 年度別実績         |
| 年度       | 運輸人次（人） | 貨運量 （噸） | 營業收入（日圓） | 營業費用（日圓） | 營業利潤（日圓） | 其他損耗（日圓）               | 利息費用（日圓） | 政府補助金（日圓） |
| ---------- | -------------- | ------------- | ---------------- | ---------------- | ---------------- | ------------------------------ | ---------------- | ------------------ |
| 1922       | 245,462        | 4,154         | 58,796           | 56,584           | 2,212            |                                |                  |                    |
| 1923       | 274,571        | 4,665         | 67,511           | 72,644           | ▲ 5,133          | 雜項574                        | 6,962            | 57,085             |
| 1924       | 278,594        | 5,038         | 74,728           | 57,944           | 16,784           |                                |                  | 41,256             |
| 1925       | 306,145        | 5,516         | 72,013           | 72,395           | ▲ 382            | 雜項3,672                      | 5,164            | 41,716             |
| 1926       | 474,259        | 8,675         | 124,656          | 94,082           | 30,574           | 雜項8,121                      | 1,242            | 50,502             |
| 1927       | 543,959        | 9,858         | 155,192          | 137,150          | 18,042           | 雜項307                        | 6,548            | 74,433             |
| 1928       | 653,833        | 12,416        | 180,900          | 163,159          | 17,741           | 雜項3,128                      | 43,829           | 99,324             |
| 1929       | 738,910        | 11,621        | 186,292          | 160,664          | 25,628           | 雜項1,235                      | 39,359           | 120,920            |
| 1930       | 698,929        | 7,977         | 165,614          | 142,445          | 23,169           | 雜項2,158                      | 35,667           | 122,481            |
| 1931       | 617,736        | 6,415         | 139,746          | 140,365          | ▲ 619            | 雜項2,198 折舊4,674            | 32,596           | 110,513            |
| 1932       | 568,028        | 6,435         | 125,800          | 116,660          | 9,140            | 雜項8,794                      | 28,346           | 92,663             |
| 1933       | 581,929        | 9,258         | 126,424          | 117,139          | 9,285            | 雜項折舊4,303                  | 22,717           | 82,216             |
| 1934       | 625,147        | 10,845        | 142,866          | 124,598          | 18,268           | 雜項3,080                      | 17,581           | 82,731             |
| 1935       | 643,905        | 11,336        | 151,274          | 129,479          | 21,795           | 汽車業3,315 雜項折舊4,150      | 13,488           | 82,867             |
| 1936       | 657,188        | 12,592        | 159,262          | 140,446          | 18,816           | 汽車業7,174 雜項折舊26,131     | 9,790            | 73,428             |
| 1937       | 737,431        | 16,179        | 179,107          | 149,028          | 30,079           | 雜項296 折舊20,000 汽車業1,906 | 8,075            | 62,185             |
| 1939       | 951,440        | 32,212        |                  |                  |                  |                                |                  |                    |
| 1941       | 1,396,405      | 44,271        |                  |                  |                  |                                |                  |                    |
| 1943       | 556,439        | 9,762         |                  |                  |                  |                                |                  |                    |

- 參考：《鐵道院年報》《鐵道院鐵道統計資料》《鐵道省鐵道統計資料》《鐵道統計資料》《鐵道統計》《國有鐵道陸運統計》各年度版

## 注腳

## 外部連結
- 島原鐵道 （页面存档备份，存于）（日語）（官方網站）